# Neustadt (Strasbourg)
Pour les articles homonymes, voir Neustadt.
La Neustadt – littéralement « nouvelle ville » en allemand – , parfois appelée « quartier impérial », est l'extension et la modernisation de la ville de Strasbourg réalisée par les autorités allemandes pendant la période du Reichsland Elsass-Lothringen.
Elle se situe au nord et au nord-est de la Grande Île de Strasbourg, le centre historique de la ville. Sa construction, à partir des années 1880, jusqu'au début de la Première Guerre mondiale permet à Strasbourg de tripler sa superficie.
La Neustadt se compose de plusieurs quartiers et secteurs : la gare et les boulevards, le quartier du Tribunal et de la place de Haguenau, le quartier du Contades, l'île Sainte-Hélène, l'axe impérial, le quartier de l'Orangerie et le secteur Forêt-Noire - Observatoire.
La Neustadt de Strasbourg est souvent considérée comme le meilleur témoignage de l'architecture et de l'urbanisme germanique impérial conservé avec, dans une moindre mesure, le quartier impérial de Metz. Elle constitue un ensemble d'une taille et d'une homogénéité exceptionnelle qui n'existe plus ou peu en Allemagne, du fait des bombardements de la Seconde Guerre mondiale qui ont détruit en grande majorité les centres des villes allemandes. Strasbourg a été une ville relativement épargnée. La Neustadt se caractérise par les présences de style néo (néo-renaissance, néo-gothique, néo-classique, néo-roman et même néo-byzantin) ainsi que du style art nouveau (« Jugendstil »).
Une partie de la Neustadt est inscrite au patrimoine mondial par l'UNESCO depuis le 9 juillet 2017.

## Histoire

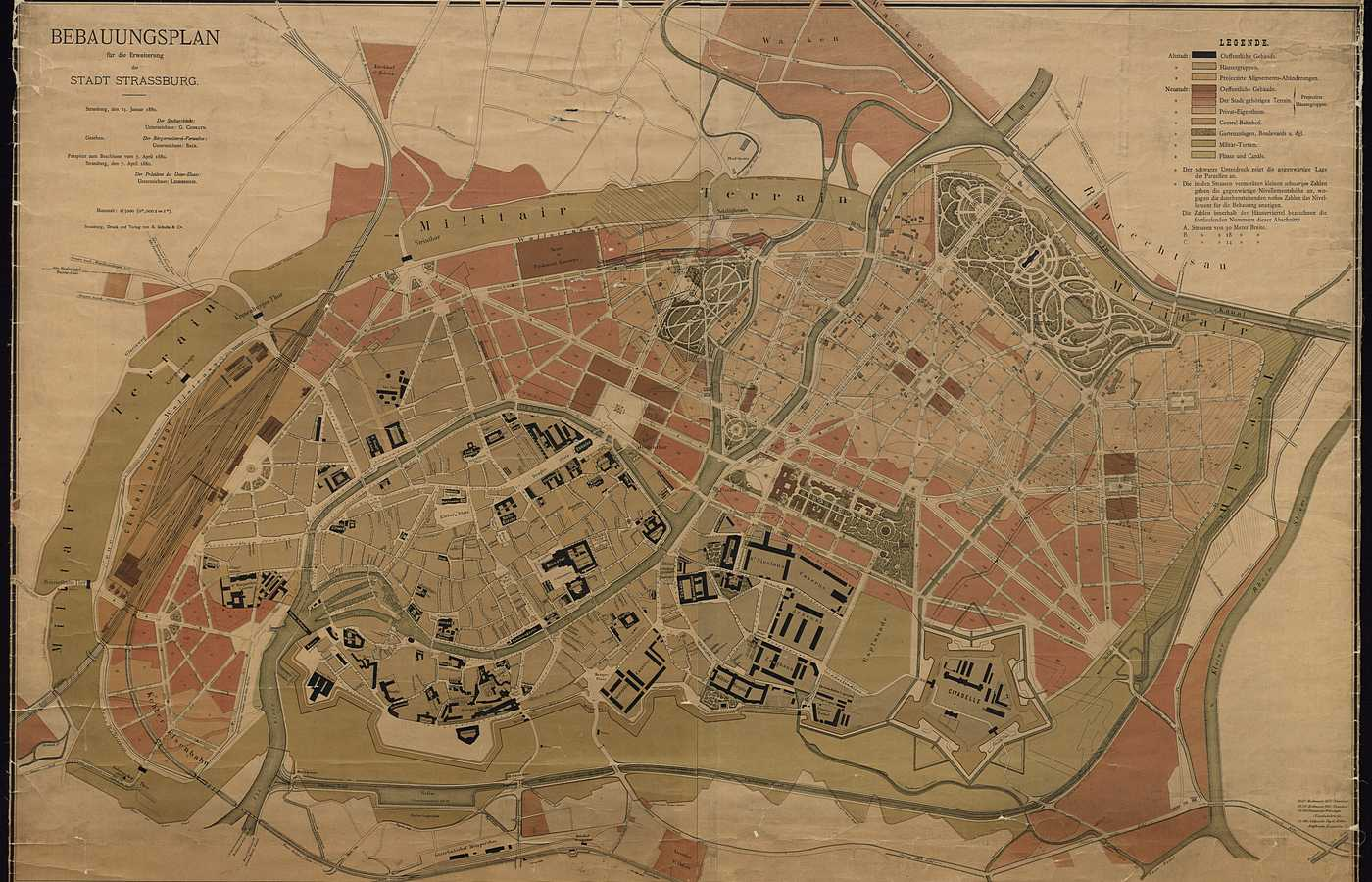
Plan d'urbanisme de l'architecte Conrath, 1880.

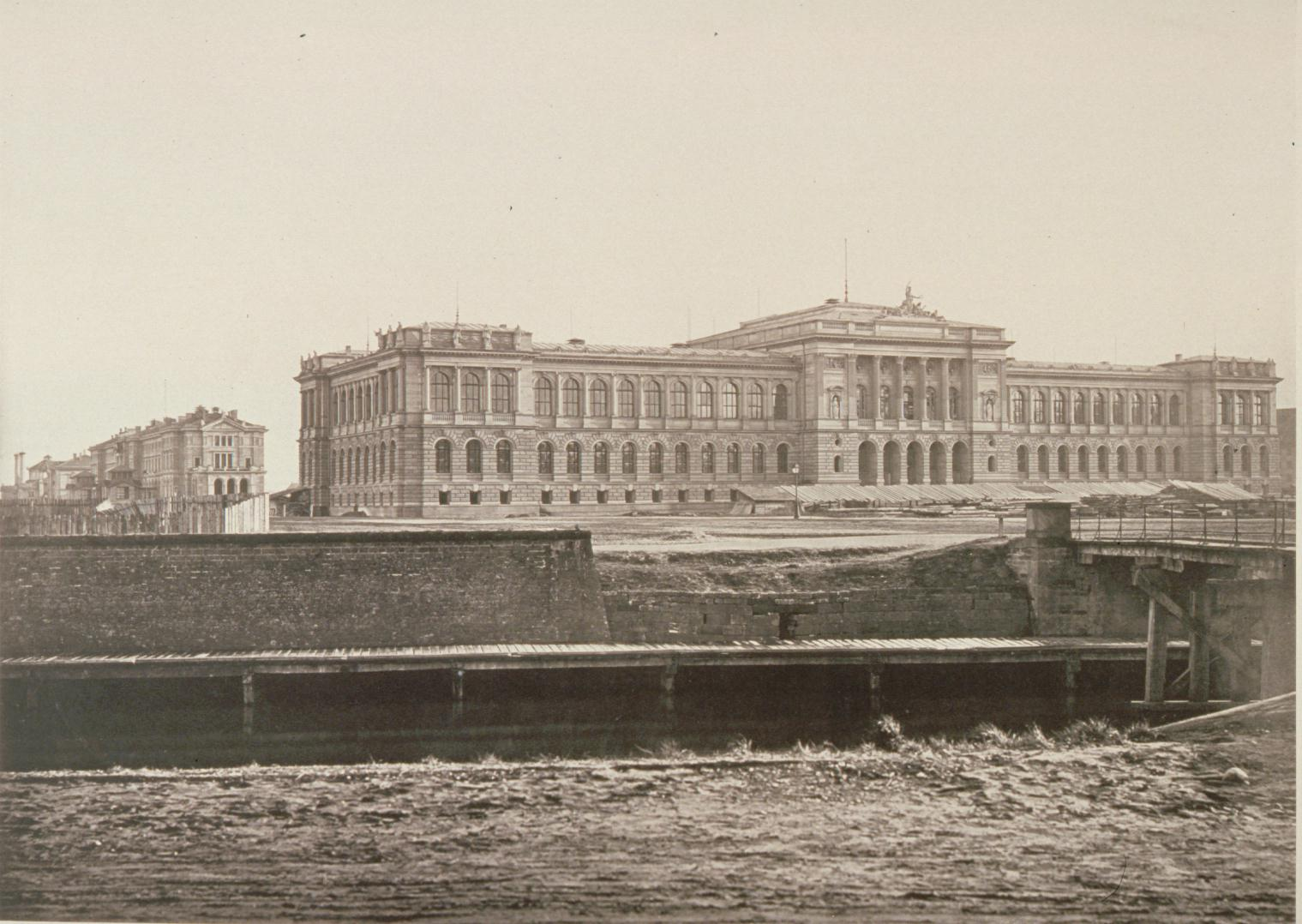
Le palais universitaire en construction.

À la suite du traité de Francfort de 1871, Strasbourg est cédée à l'Empire allemand comme le reste de l'Alsace-Lorraine. La ville est alors promue capitale du « Reichsland Elsaß-Lothringen », elle doit donc se doter de nouvelles institutions et administrations. De plus la ville est enfermée entre ses anciens remparts et son territoire n'a pas connu d'extension depuis le XVe siècle.
La volonté d'aménager une « nouvelle ville » répond donc à deux objectifs principaux : marquer par la pierre l’avènement du nouveau pouvoir impérial et faire de la ville une vitrine du savoir-faire de l'Allemagne, mais aussi loger les nouveaux habitants (essentiellement allemands) qui arrivent à Strasbourg. La population de la ville passe de 80 000 habitants en 1870 à 180 000 en 1915.
En 1875, un périmètre d'extension de 384 hectares est retenu. L'armée cède 153 hectares de terrains (anciens remparts et glacis). L'extension se fait vers le nord du centre historique afin d'intégrer les parcs du Contades et de l'Orangerie.
Une exposition est organisée en juin 1878 afin de présenter aux Strasbourgeois les futurs aménagements. Le coût de l'extension, 17 millions de marks, est imposé à la ville qui doit s'en acquitter en dix annuités.
Un vaste plan d'urbanisme sur la base de projets réalisés par Jean Geoffroy Conrath, architecte de la Ville depuis 1854, August Orth, architecte berlinois, et Hermann Eggert, futur architecte du palais du Rhin, est adopté le 7 avril 1880.

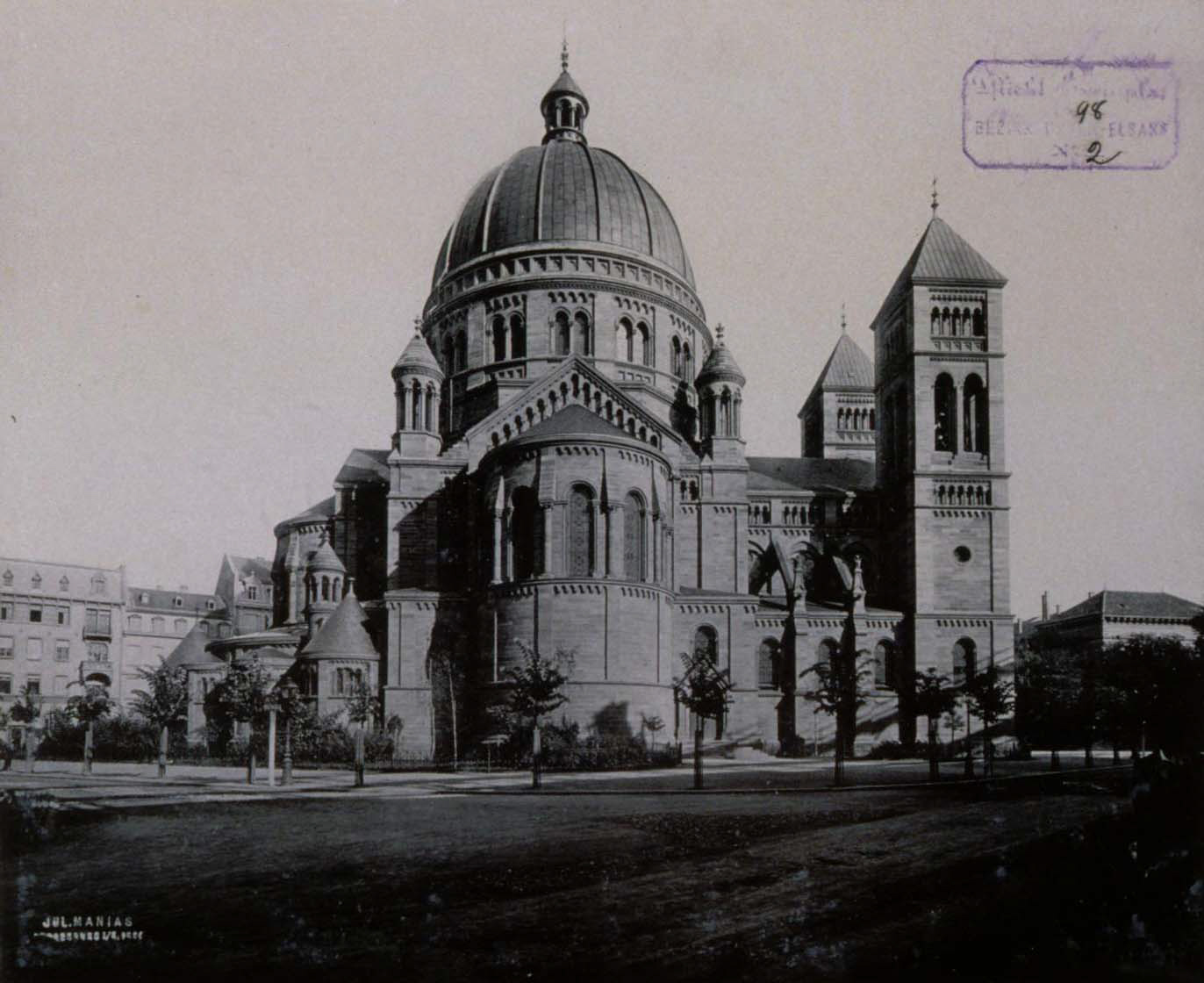
L'église Saint-Pierre-le-Jeune catholique en 1897.

Les travaux de construction de l'avenue des Vosges (« Vogesenstraße ») démarrent en avril 1880. Avec l'avenue de la Forêt-Noire, qui constitue son prolongement, elle relie la place de Haguenau, à proximité de la nouvelle gare, au pont du Rhin selon la demande des autorités militaires. Large de 30 mètres, elle sert aussi de cadre aux parades militaires.
La nouvelle gare (1878-1883) et la nouvelle université (1879-1884) sont les premières grandes réalisations de la Neustadt. Le palais impérial et la « Kaiserplatz » (conçue par l’architecte Johann Carl Ott) sont érigés entre 1883 et 1888.
Les autorités ne veulent pas faire de la Neustadt un simple quartier résidentiel ou une cité-dortoir, mais une véritable seconde ville à côté du centre historique. Pour cela de nombreuses administrations vont s'y installer et l'on y construit également églises et écoles. Des locaux destinés à des commerces sont prévus au rez-de-chaussée des immeubles, l'on pense aussi à la qualité de vie des riverains en aménageant plusieurs promenades, mais également un palais des Fêtes et des bains municipaux, l'Empire allemand ayant alors une politique hygiéniste avant-gardiste.
Le développement de la Neustadt va se poursuivre jusqu'au début de la Première Guerre mondiale qui met un terme aux travaux. Certains secteurs, notamment à l'est vers le quartier du Conseil des XV ne sont pas encore construits et seront urbanisés plus tard après le retour à la France.

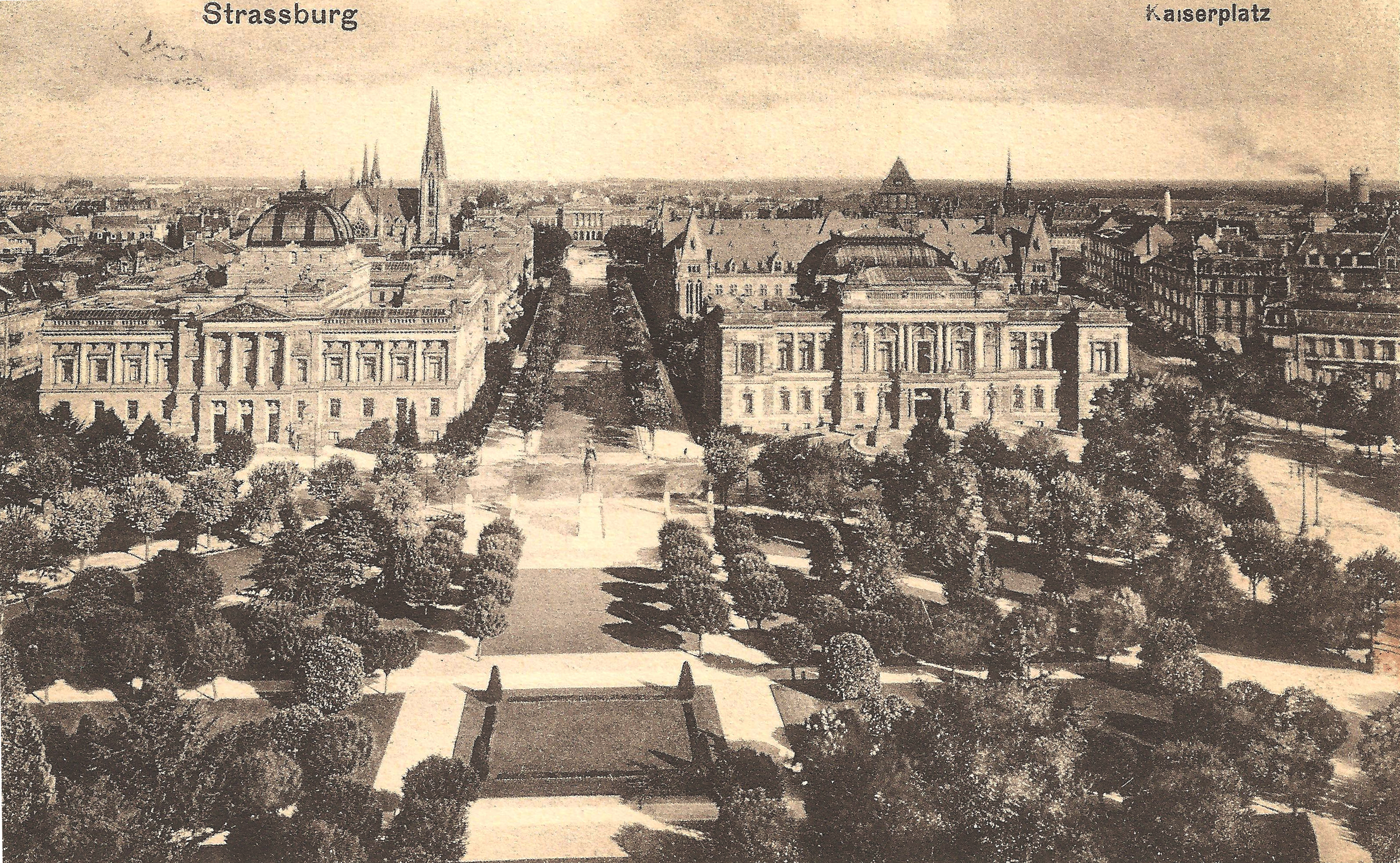
La place de la République, début du XXe siècle.

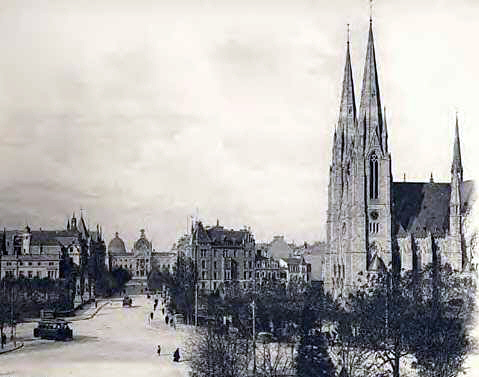
L'église Saint-Paul et la perspective vers la place de la République, début du XXe siècle.

Certains strasbourgeois de l'époque n'appréciaient guère l'architecture de la Neustadt. Après la Seconde Guerre mondiale, la Neustadt est souvent associée à « l'envahisseur allemand », la façade sud de l'hôtel des Postes lourdement endommagée par un bombardement est reconstruite dans un style contemporain des années 1950 dans le mépris le plus total du style d'origine. En 1957, il a même été question de démolir le palais du Rhin, dans lequel s'était installée la Kommandantur durant la Seconde Guerre mondiale, afin d'y construire une tour administrative. C'est grâce à l'intervention de Maurice Roche, le secrétaire général de la préfecture du Bas-Rhin, que le palais du Rhin est finalement épargné. Depuis la fin des années 1980, la municipalité et les Strasbourgeois ont pris conscience de la valeur que représentait ce patrimoine. Aujourd'hui de nombreuses visites et expositions sont organisées avec pour thème la Neustadt. En 2014, le palais universitaire a même retrouvé les statues d'Argentina (représentant Strasbourg) et de Germania (représentant l'Allemagne) dont il avait été dépouillé en 1918.
« Les Rendez-vous de la Neustadt » constituent une série de visites, de conférences, d'expositions et d'animations sur la Neustadt organisées de 2012 à 2016, par le Service de l'inventaire du patrimoine d'Alsace.
En janvier 2016, la ville de Strasbourg et le ministère de la Culture ont déposé une demande d'extension du périmètre inscrit au patrimoine mondial de l'UNESCO à une partie de la Neustadt. La candidature est intitulée « De la Grande-Île à la Neustadt ». La réponse est attendue en juillet 2017,.
Le 9 juillet 2017, les ambassadeurs de l'UNESCO décident de répondre positivement à la demande en inscrivant la partie centrale de la Neustadt au patrimoine mondial. Le périmètre retenu pour l'extension s'étend du secteur du tribunal jusqu'à la place Arnold. Il comprend ainsi l'axe impérial reliant la place de la République à l'université et les avenues des Vosges et de la Forêt-Noire.
En 2018, la municipalité envisage la construction d'un parking souterrain qui prendrait place sous l'avenue de la Liberté ou sous la place de l'université. Ce projet rencontre une vive opposition de la part de l'association de défense du quartier impérial de Strasbourg qui y voit une contradiction avec le classement du quartier au patrimoine mondial,.
Un spectacle retraçant le rattachement de Strasbourg à l'Empire allemand et la naissance de la Neustadt est donné les 19 et 20 octobre 2018 au Zénith Strasbourg Europe.

## Morphologie

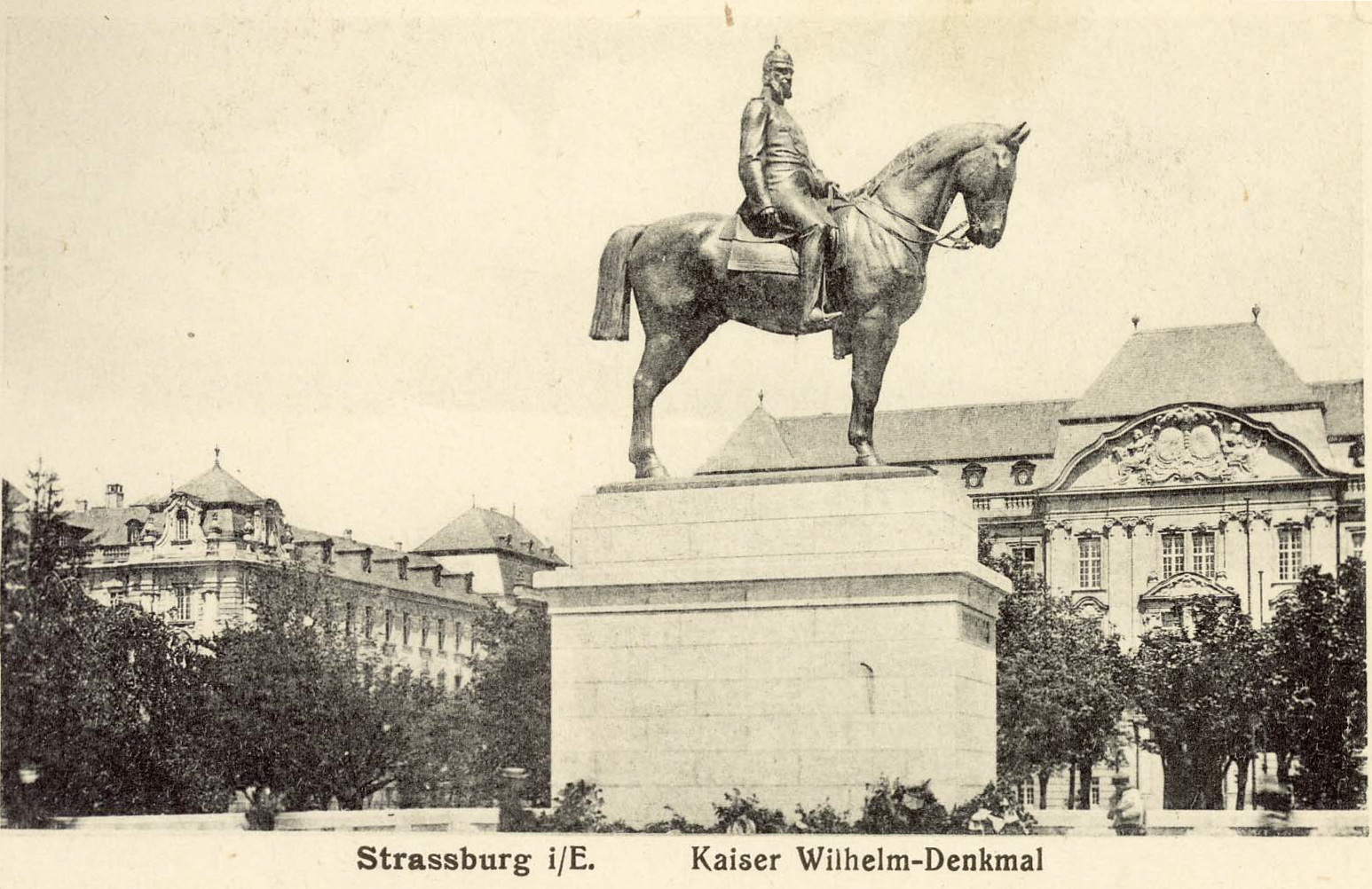
La statue de Guillaume Ier trônant au centre de la « Kaiserplatz » (actuelle place de la République).

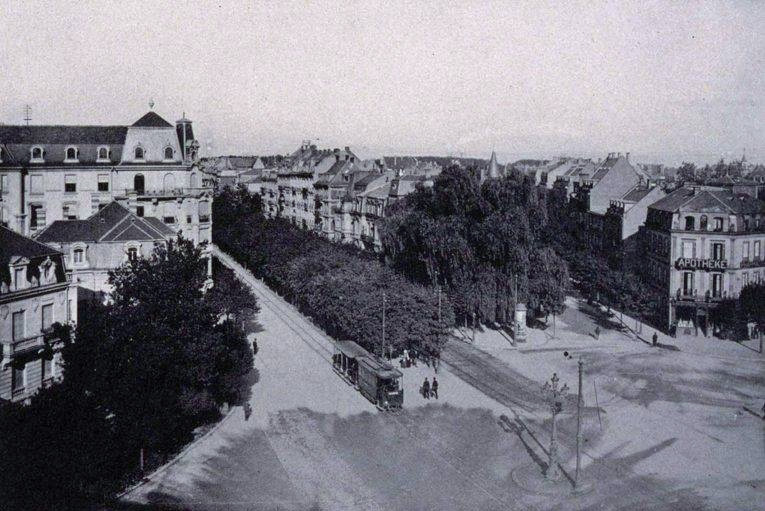
La place Brant et l'allée de la Robertsau en 1906.

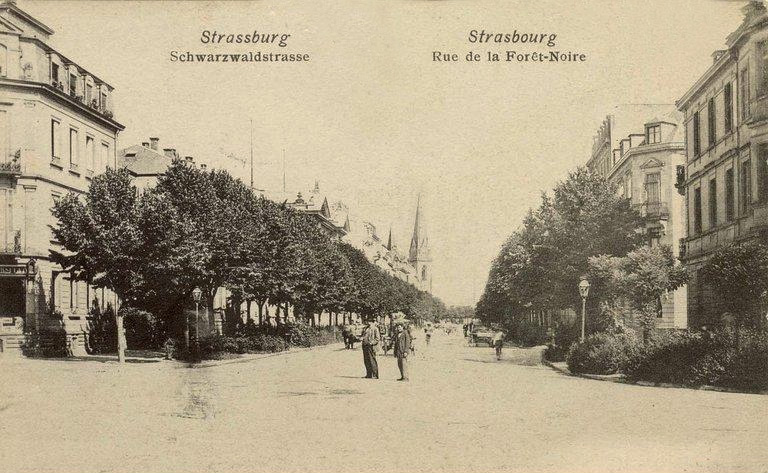
L'avenue de la Forêt-Noire, perspective vers l'église Saint-Maurice.

Le plan de la Neustadt est, en partie, de type haussmannien, mais présente certaines particularités. Elle est encerclée par une ceinture de boulevards, les rues sont larges, souvent parallèles entre elles et se coupent perpendiculairement. De longues avenues permettent de relier plusieurs places monumentales comportant un jardin en leur centre (places de la République, de l'Université, de Haguenau, de Bordeaux, Arnold). Les espaces verts y tiennent une place importante : les parcs du Contades et de l'Orangerie, jadis situés hors de la ville, sont intégrés à la Neustadt et de nouveaux parcs et promenades sont aménagés comme les jardins de l'Université et le nouveau jardin botanique, de nombreuses rues sont aussi bordées d'arbres.
Plusieurs axes débouchent également sur de longues perspectives comme l'avenue de la Liberté qui relie la place de la République, symbole du pouvoir, à la place de l'Université, symbole du savoir, et qui constitue le cœur de la Neustadt ou encore les avenues des Vosges et de la Forêt-Noire qui s'articulent sur la silhouette de l'église Saint-Maurice, les rues Joffre, Foch et Goethe donnent sur les rosaces de l'église Saint-Paul de même les rues Sainte-Odile et Paul Muller Simonis mettent en valeur la coupole de l'église Saint-Pierre-le-Jeune catholique enfin l'avenue de la Paix et la rue Schweighaeuser s'ouvrent sur la cathédrale.
Afin d'éviter les inondations, le niveau du sol a été remblayé de 2 à 3 mètres. Cette différence de niveau est aujourd'hui visible en plusieurs endroits : quai Zorn, boulevard Paul Déroulède, rue de la Schiffmatt.
La place de la République et le pont du Théâtre font le lien entre la Nouvelle Ville et la Vieille Ville (le centre historique) ainsi la façade arrière du Théâtre municipal, situé sur l'autre rive du canal du Faux-Rempart, a été enrichie d'un avant-corps circulaire. Ce n'est d'ailleurs pas un hasard si à l'occasion du bimillénaire de Strasbourg, en 1988, la fontaine de Janus a été placée entre la place Broglie et la place de la République, un visage regarde vers la Vieille Ville et l'autre vers la Neustadt. Un autre point de jonction entre la Neustadt et la Grande Île se trouve quai Finkmatt ; le palais de justice et l'église Saint-Pierre-le-Jeune catholique font face au pont de la Fonderie, surmonté de quatre statues de lions, qui enjambe le fossé du Faux-Rempart. Sur l'autre rive, l'école Schoepflin vient compléter l'aménagement. Enfin, le pont de la Poste permet de relier l'avenue de la Marseillaise (où se trouve l'hôtel des Postes) à la rue des Juifs, l'une des principales artères du centre historique. La rue des Récollets, qui constitue un prolongement de la rue des Juifs, a ainsi été élargie et ouverte sur le cloître de l'ancien couvent des Récollets et un immeuble de style art nouveau a été construit à l'angle avec la rue Brûlée.

### Architecture
Le style architectural de la Neustadt est éclectique, mêlant les différents styles néo et l'art nouveau, mais parvient pourtant à conserver une certaine cohérence. Les bâtiments officiels imposants et monumentaux sont construits en pierre de taille ou en grès des Vosges, les immeubles comptent généralement 4 ou 5 étages et se composent d'un rez-de-chaussée en pierre de taille, d'une façade souvent en briques et de balcons en fer forgé. Les immeubles disposent du confort moderne : eau et gaz à tous les étages, comme l'indiquent des petites plaques bleues encore présentes aujourd'hui. Certains immeubles possèdent des « Vorgarten (de) », petits jardins donnant directement sur la rue.
On trouve également de nombreuses villas, en particulier dans le secteur de l'île Sainte-Hélène dont les petites rues courbes et sinueuses diffèrent du reste de la Neustadt. Cette disposition particulière, contraire aux plans d'origine, a été décidée afin de créer un quartier « pittoresque », selon les principes de l'architecte autrichien Camillo Sitte, composé de villas et de jardins. La Neustadt comportait également des logements sociaux notamment rue du Fossé des Treize, à l'est de l'avenue de la Forêt-Noire, la cité Spach et le « Katholischer Bahnhof ».

## Principaux bâtiments

### Axe impérial
- Place de la République, ancienne « Kaiserplatz » (place impériale) :
  - Palais du Rhin, ancien palais impérial ;
  -  Palais de la diète d'Alsace-Lorraine - Théâtre National de Strasbourg, ancien Landtag ;
  - Bibliothèque nationale et universitaire ;
  - Préfecture et Direction régionale des Finances publiques, anciens bâtiments du Ministère d'Alsace-Lorraine ;
  - Villa Greiner, Musée Tomi Ungerer.

- Avenue de la Liberté, ancienne « Kaiser Wilhelm Strasse » (rue de l'empereur Guillaume) :
  - Hôtel des Postes ;
  - Hôtel des Douanes.

- Palais universitaire et campus historique, ancienne « Kaiser-Wilhelms-Universität », place et rue de l'Université, rue Goethe.

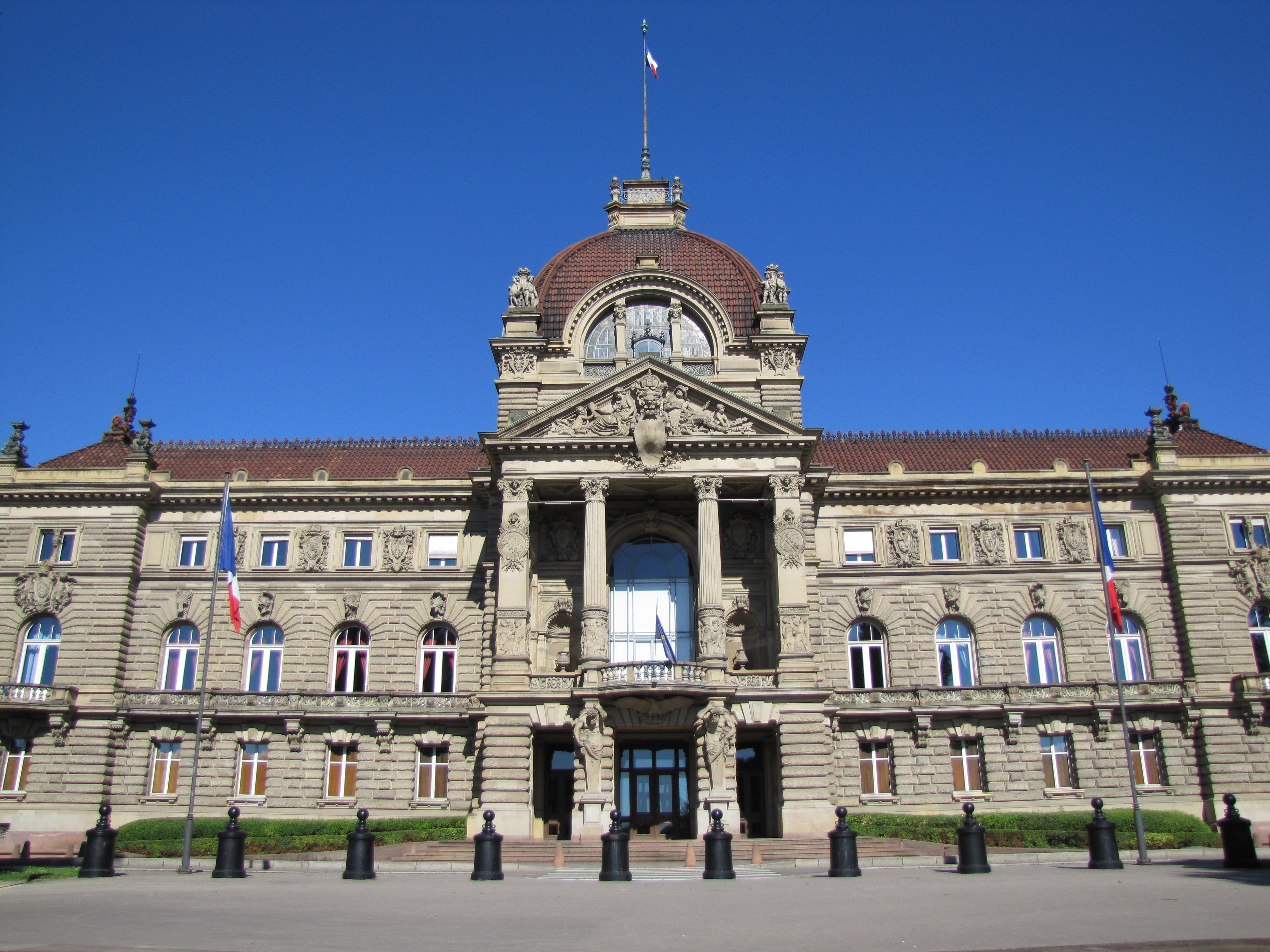
Le palais du Rhin.
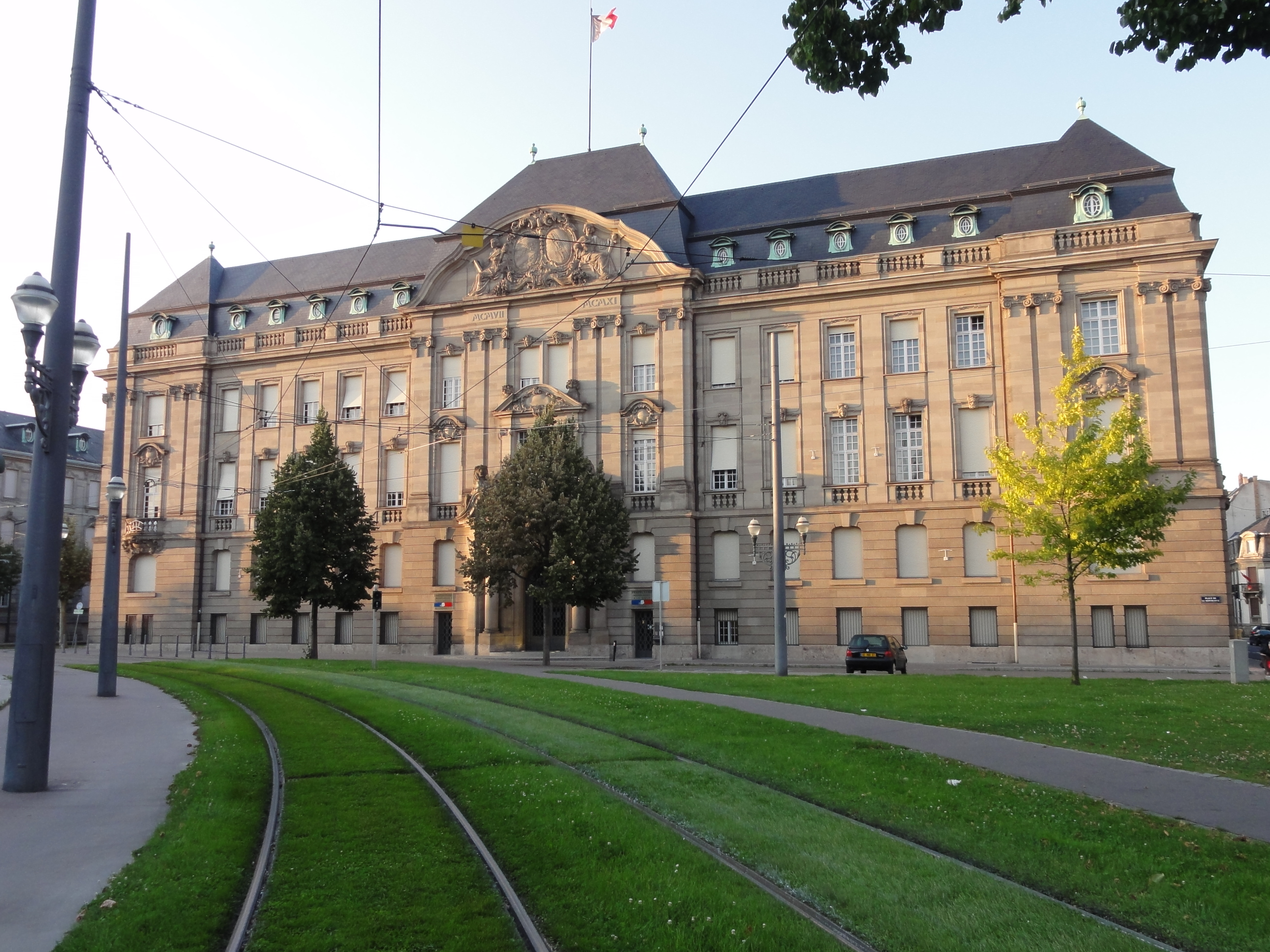
La préfecture.
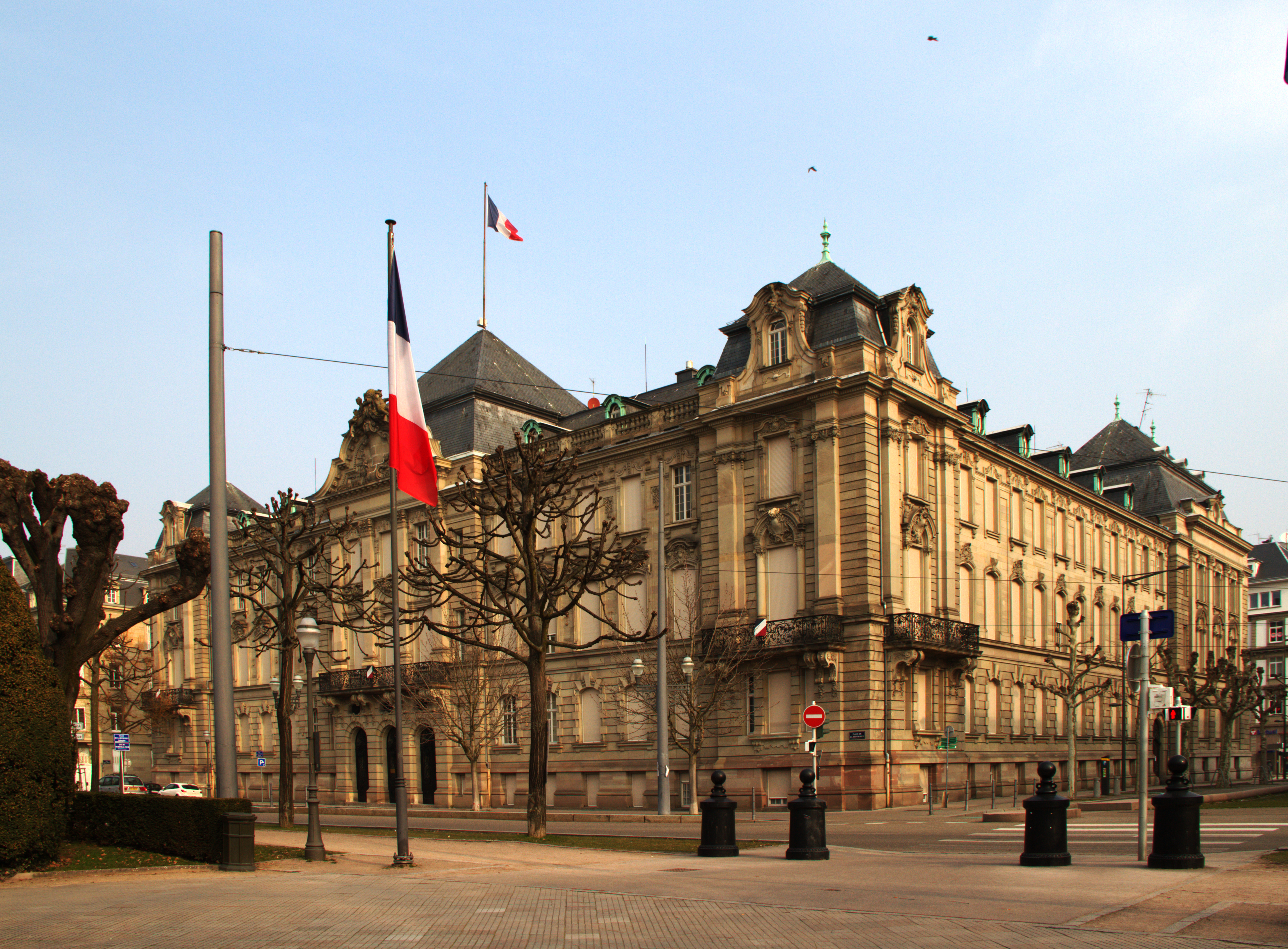
La Direction régionale des Finances publiques
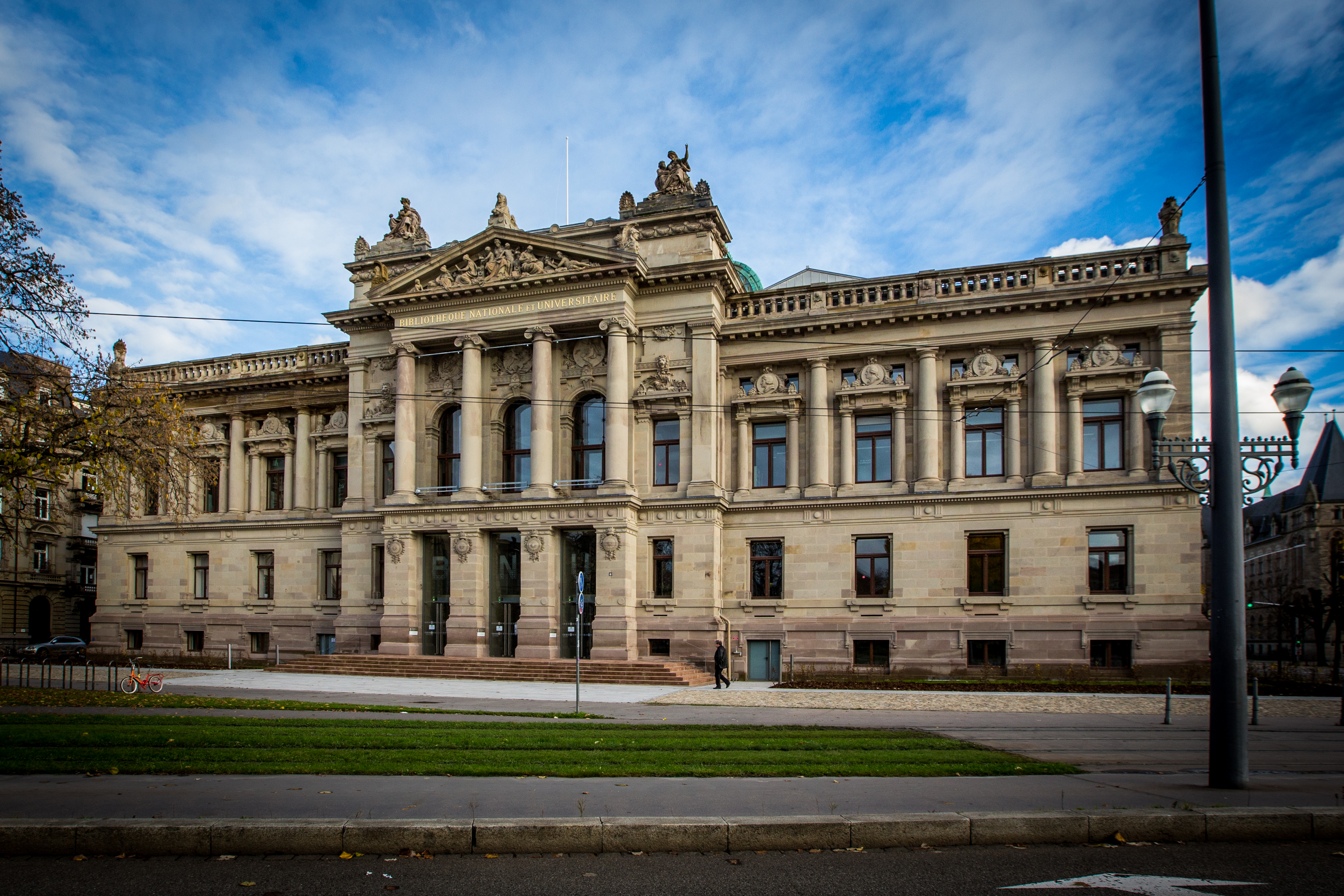
La BNU.
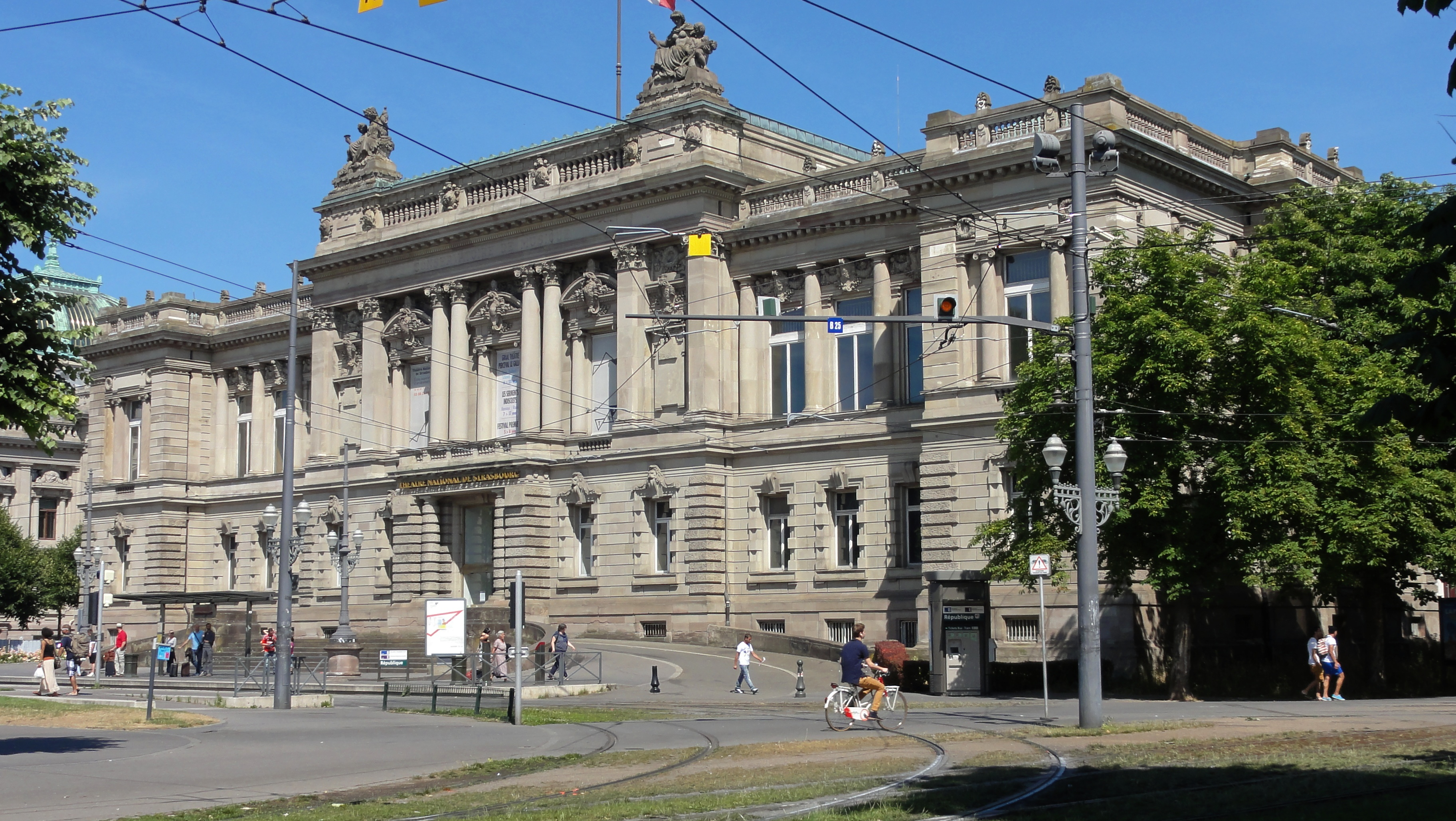
Le TNS.
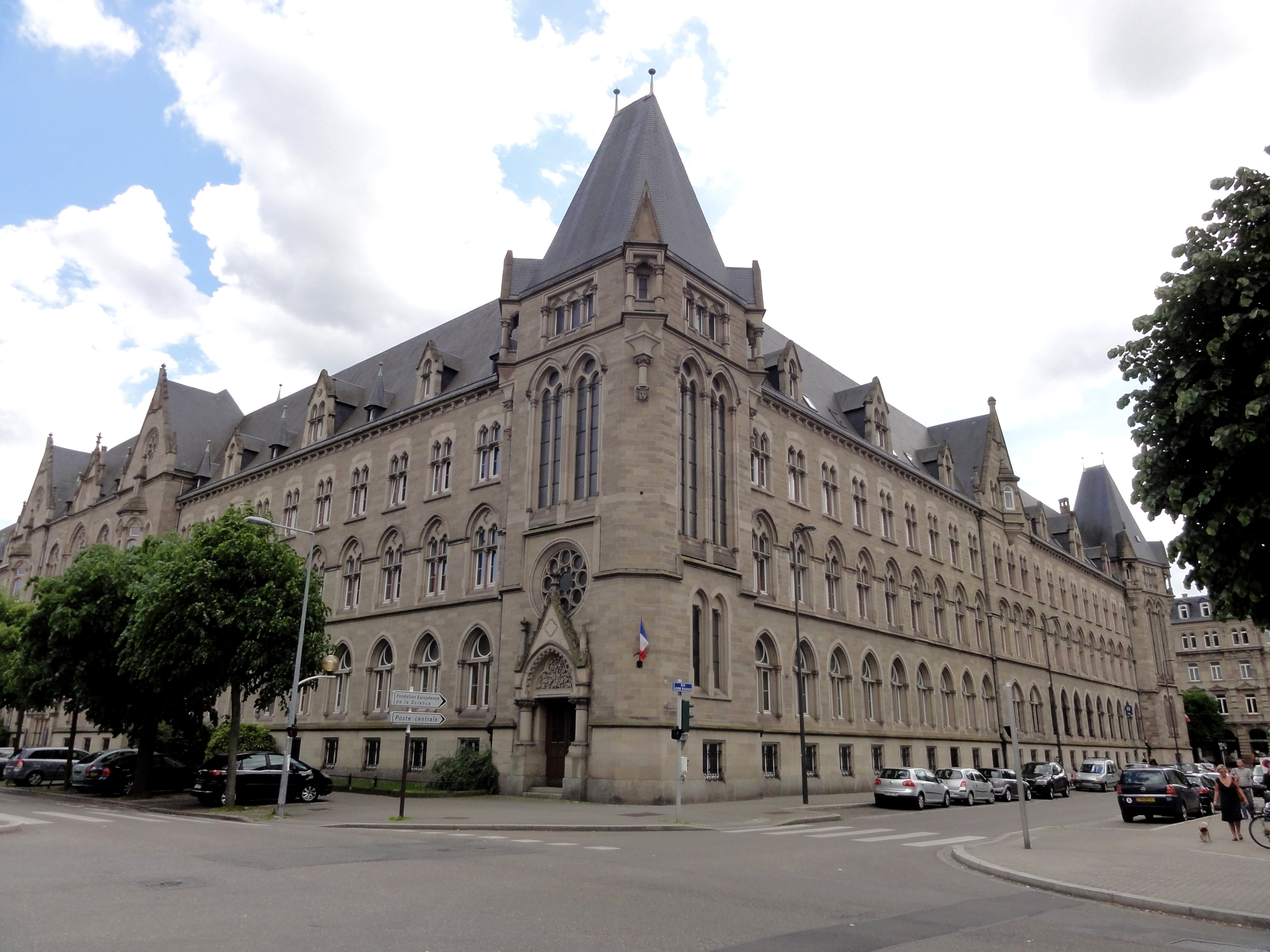
L'hôtel des Postes, façade avenue de la Liberté.
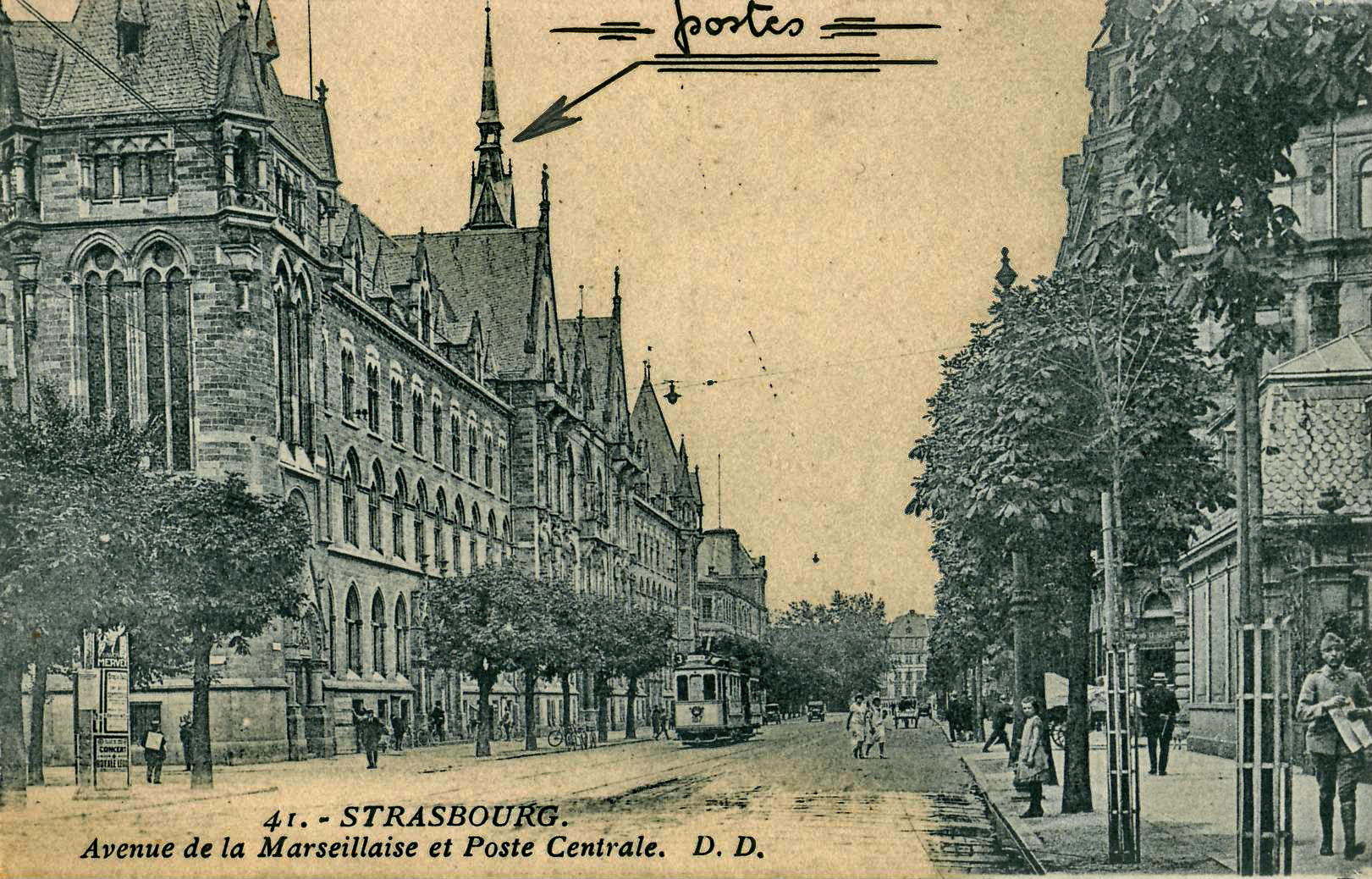
Hôtel des Postes, façade avenue de la Marseillaise vers 1920.
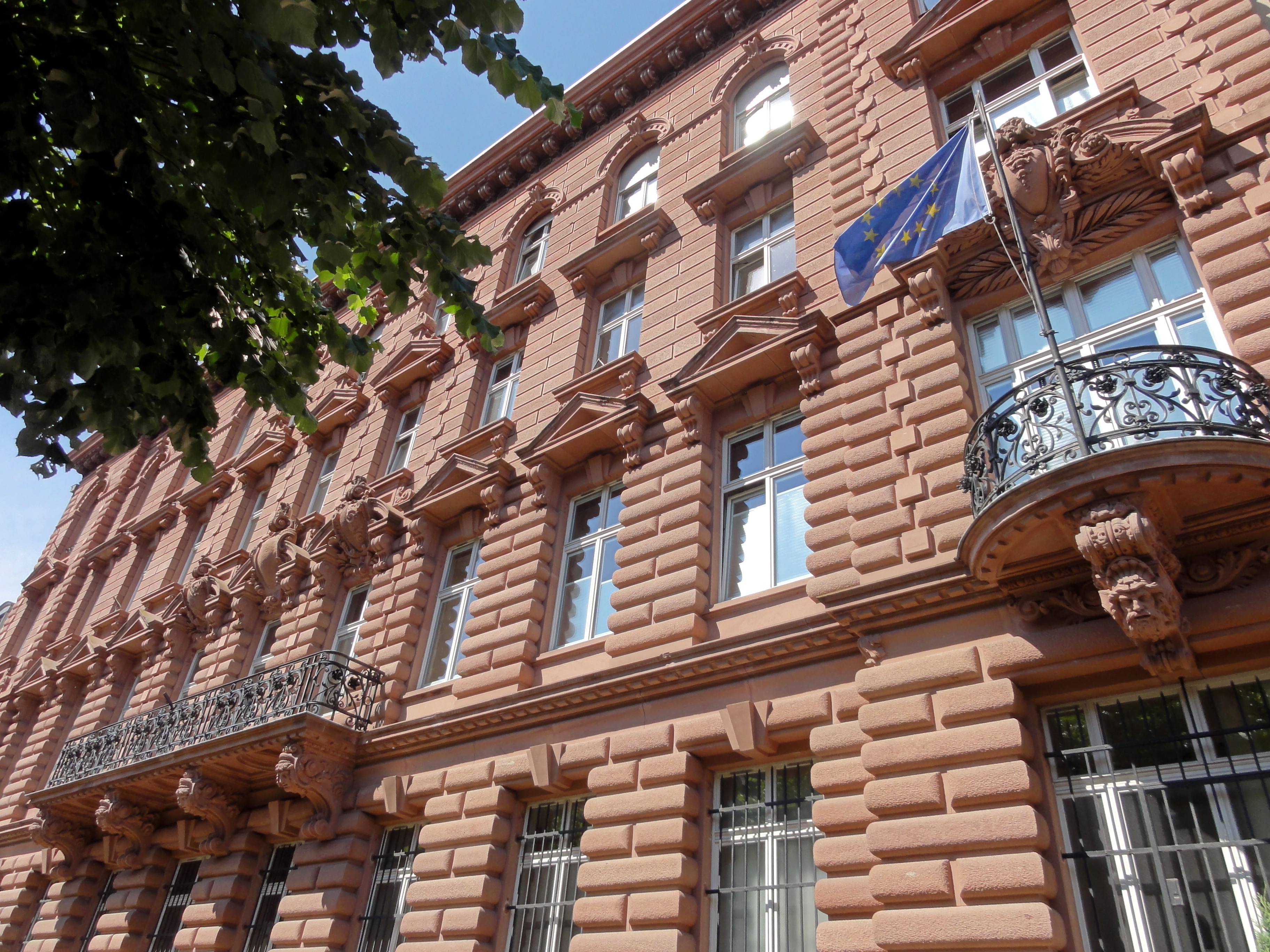
La direction des Douanes.
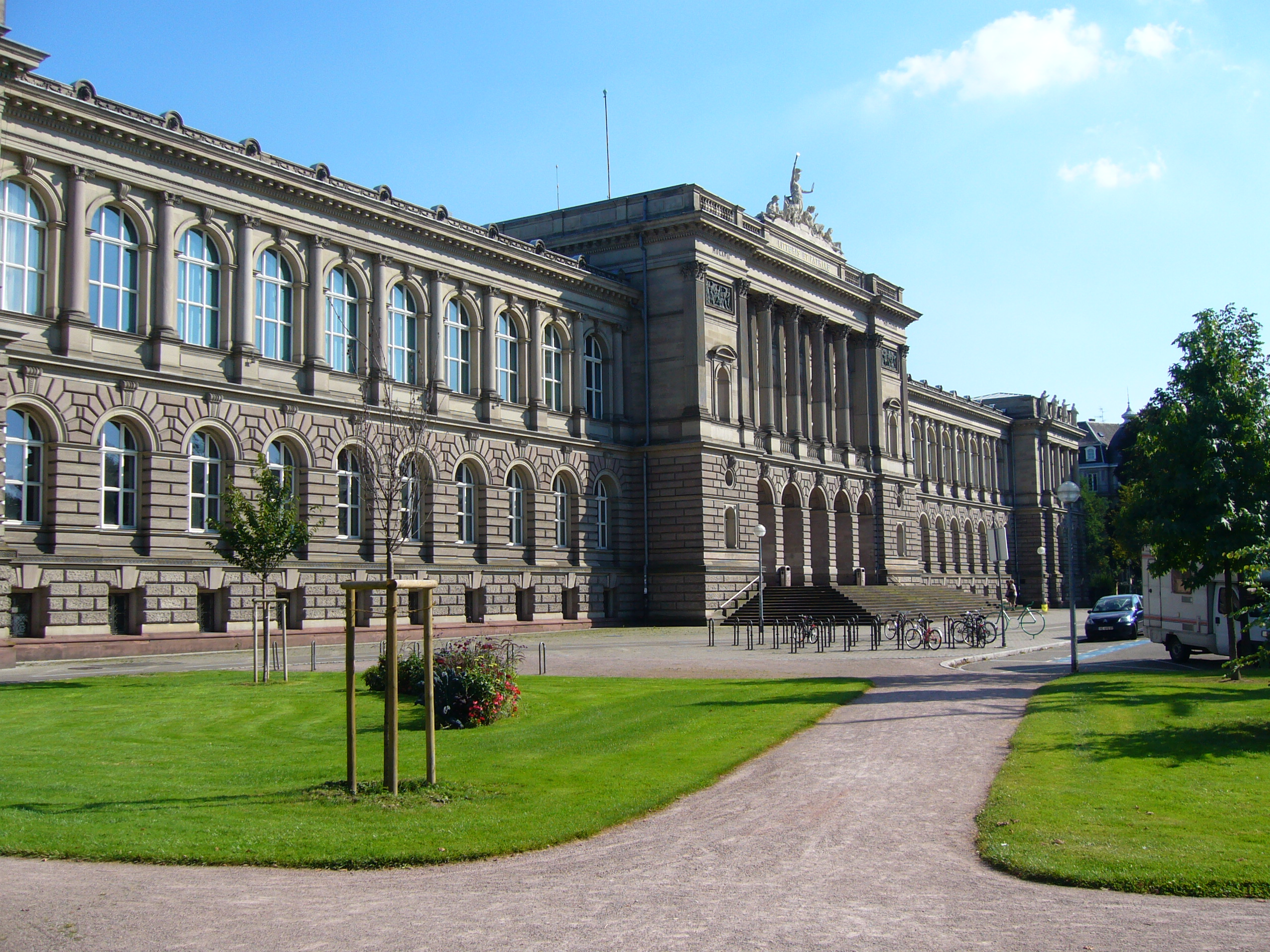
Le palais universitaire.

### Églises
- Église Saint-Paul, ancienne église de garnison protestante ;
- Église Saint-Maurice, ancienne église de garnison catholique ;
- Église Saint-Pierre-le-Jeune catholique.

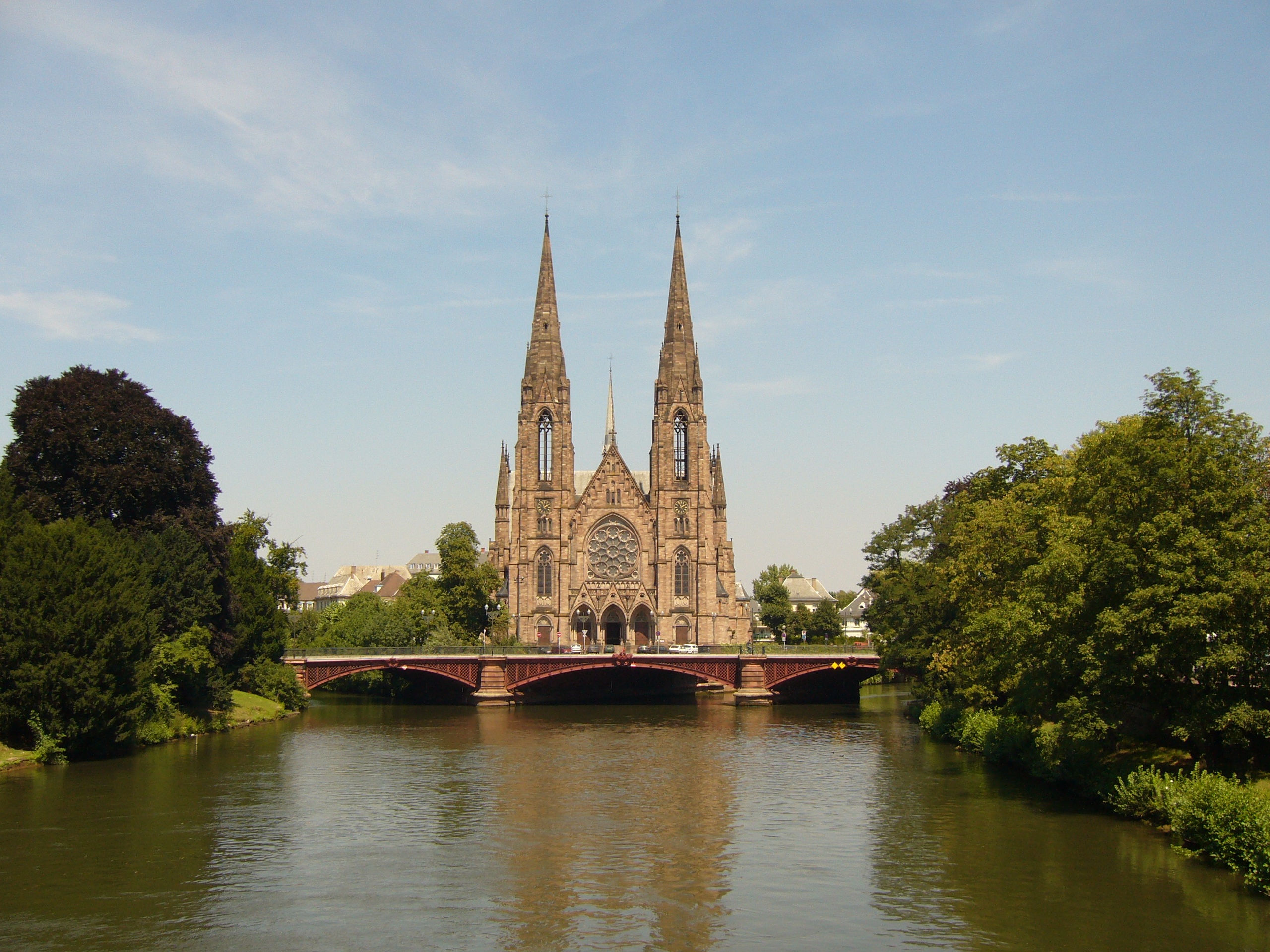
Saint-Paul.
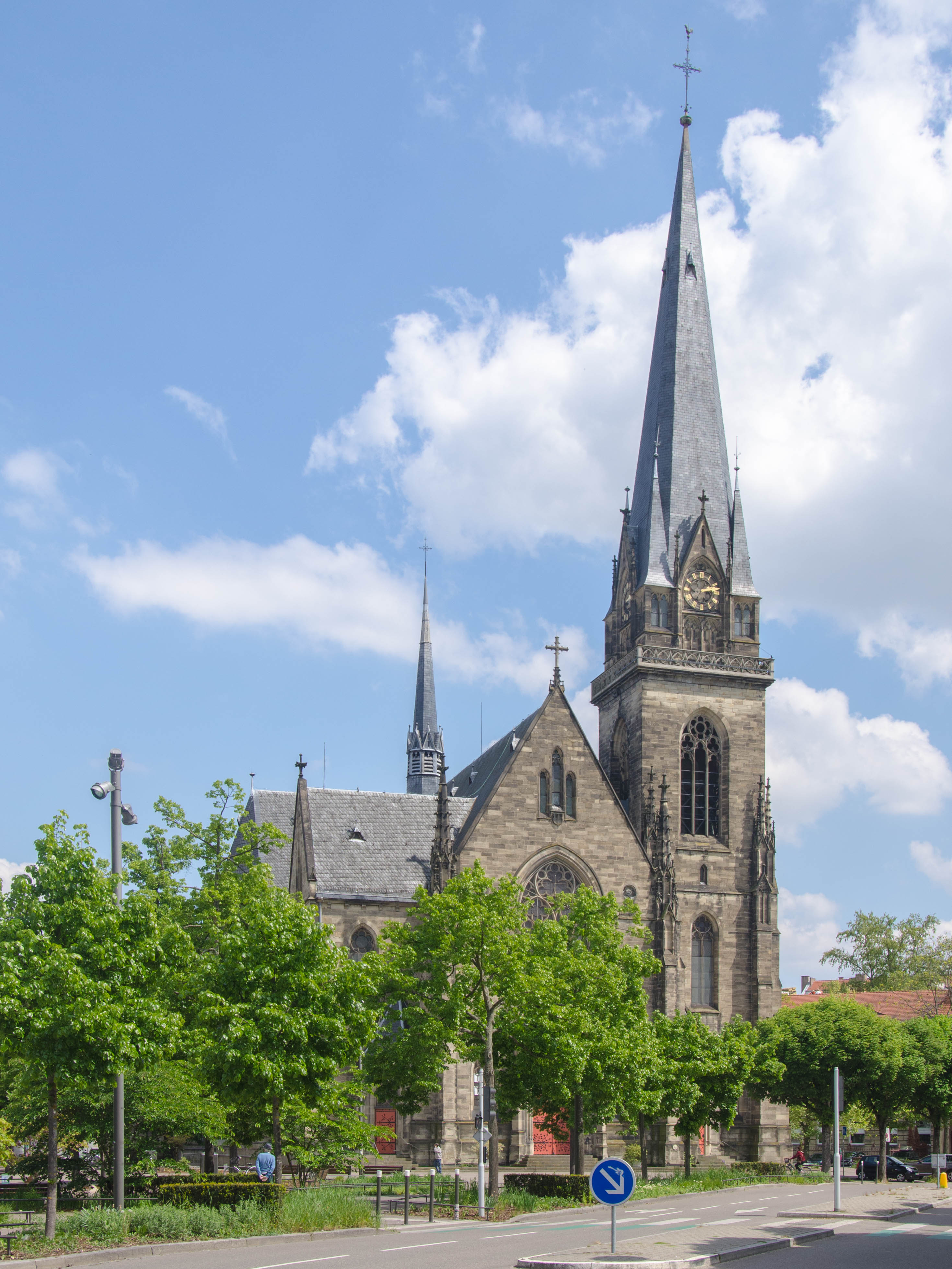
Saint-Maurice.
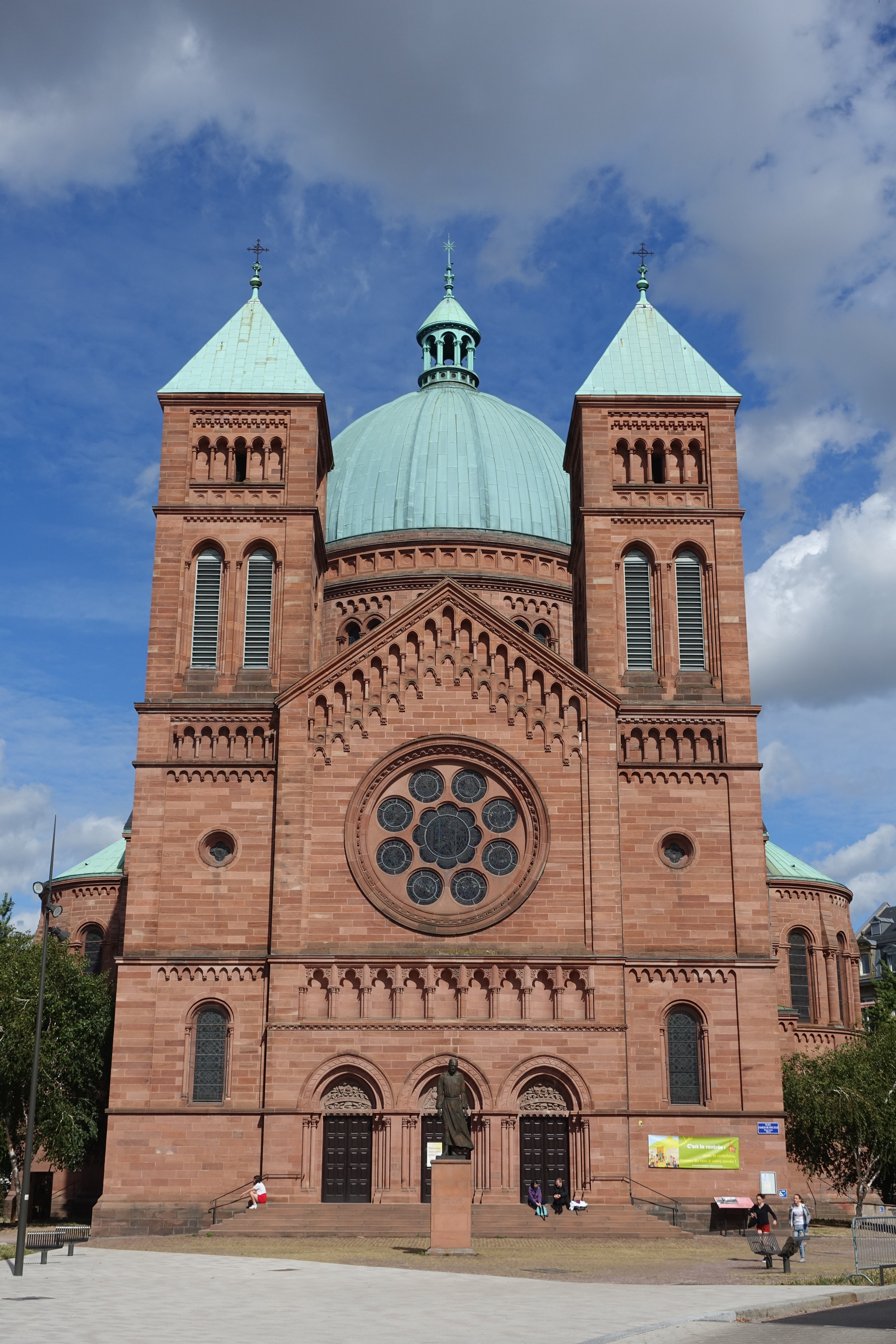
Saint-Pierre-le-Jeune catholique.

### Enseignement
- Inspection académique, 65 avenue de la Forêt-Noire, ancien « Lehrerseminar » ;
- Rectorat de l'Académie - annexe, 27, boulevard du Président-Poincaré ;
- Lycée René Cassin, 4 rue Schoch, ancienne « Technische Schule » ;
- Lycée international des Pontonniers, 1 rue des Pontonniers, ancienne « Höhere Töchterschule » ;
- Collège Foch, 30 rue Foch, ancienne « Oberrealschule » ;
- Institution Notre-Dame-de-Sion, 8 boulevard de la Dordogne.

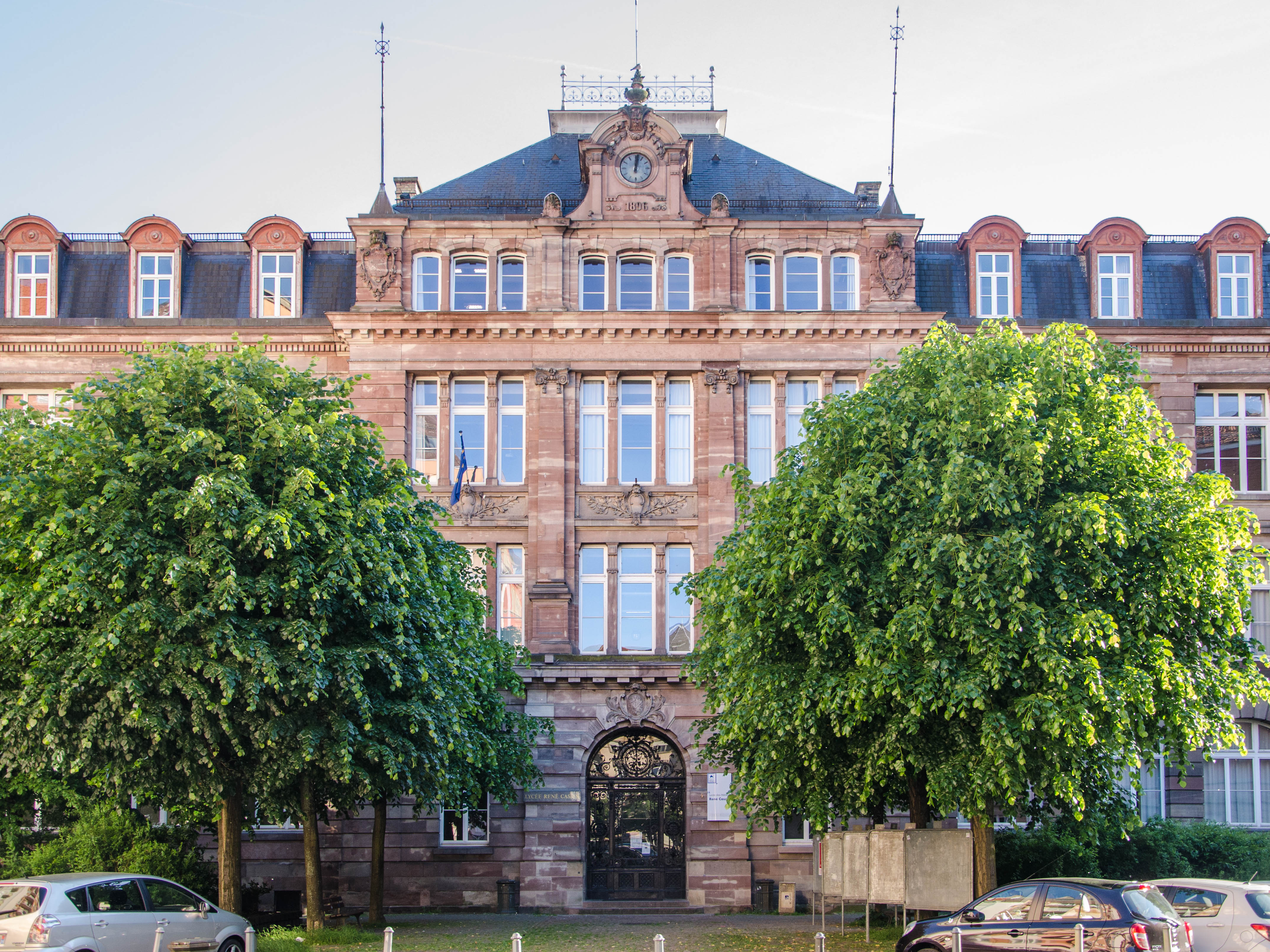
Lycée René Cassin.
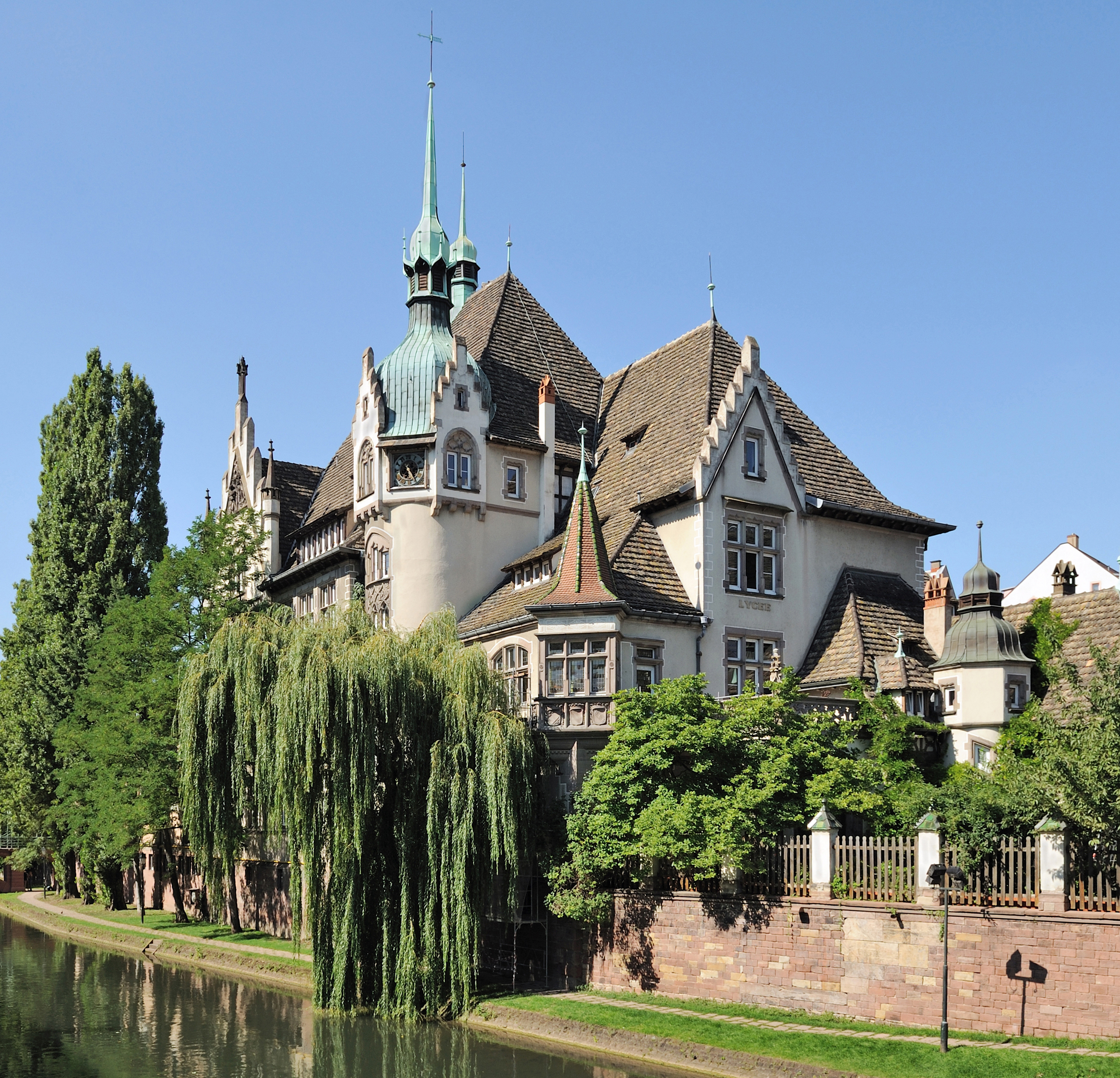
Lycée des Pontonniers.
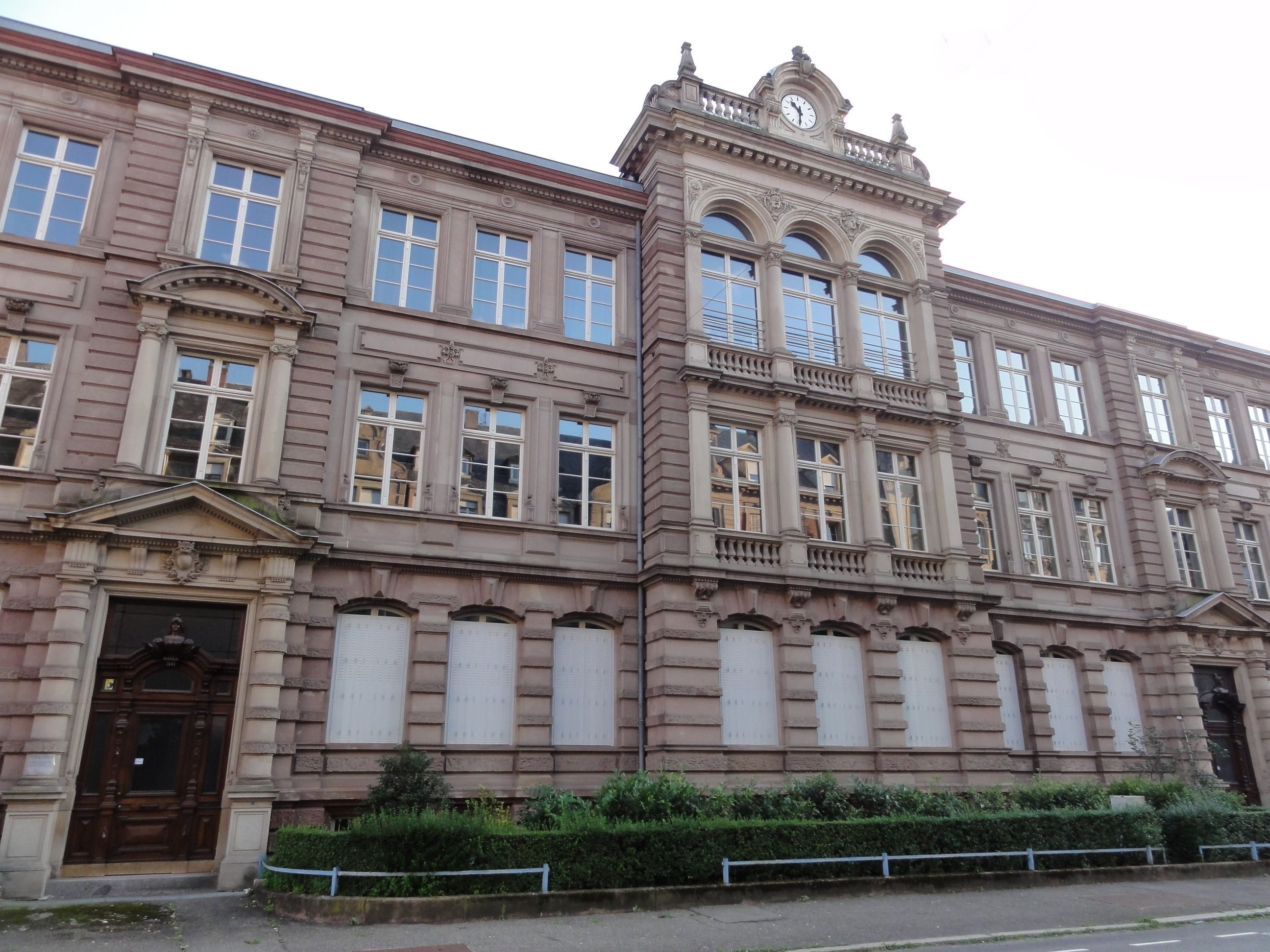
Collège Foch.

### Santé
- Ancienne clinique Adassa, 13, place de Haguenau, autrefois « Israelitisches Krankenhaus » ;
- Centre de réadaptation Clemenceau, 45, boulevard-Clemenceau, autrefois « Unfallkrankenhaus » ;
- Ancienne clinique Bethesda, 1, boulevard Jacques-Preiss, « Bethesda-Krankenhaus » ;

### Autres édifices remarquables
- Observatoire astronomique, rue de l'Observatoire ;
- Palais de justice, quai Finkmatt ;
- Tribunal administratif, 31 et 33 avenue de la Paix ;
- Gare Centrale, place de la Gare ;
- Centre des Finances publiques, 35-37, avenue des Vosges ;
- Palais des Fêtes, « Sängerhaus », 5, rue Sellénick ;
- Anciennes archives départementales, 5, rue Fischart ;
- Anciennes écuries impériales, 9, rue du Général-Frère ;
- Chambre des Métiers d'Alsace, 34, avenue des Vosges ;
- Bains municipaux, boulevard de la Victoire ;
- La Gallia, boulevard de la Victoire, ancien siège des assurances « Germania » ;
- Immeuble, 26, allée de la Robertsau ;
- Hôtel particulier, 37, allée de la Robertsau ;
- Immeuble Art nouveau, 56, allée de la Robertsau ;
- Villa Schutzenberger, 76 allée de la Robertsau ;
- Hôtel Brion, 22, rue Sleidan ;
- Immeuble Art nouveau, 22, rue du Général-de-Castelnau ;
- Immeuble Art nouveau, 46, avenue des Vosges ;
- Loge maçonnique, 11, rue Joffre ;
- Maison d'Alfred Marzolff, 3, rue des Pontonniers ;
- Manoir du Contades, aussi appelée villa Osterloff, 10, rue des Arquebusiers ;
- Villa Faist, 24, rue Twinger ;
- Villa Stempel, 4, rue Erckmann-Chatrian ;
- Maison égyptienne, 10, rue du Général-Rapp ;
- Immeuble Art nouveau, 2, rue Édouard Teutsch angle du boulevard Ohmacht ;
- Ancien « Auto Mathis Palace », 23, rue Finkmatt, le plus grand garage automobile d'Europe et le troisième du monde au début du XXe siècle ;
- Café Brant, 11, place de l'Université.

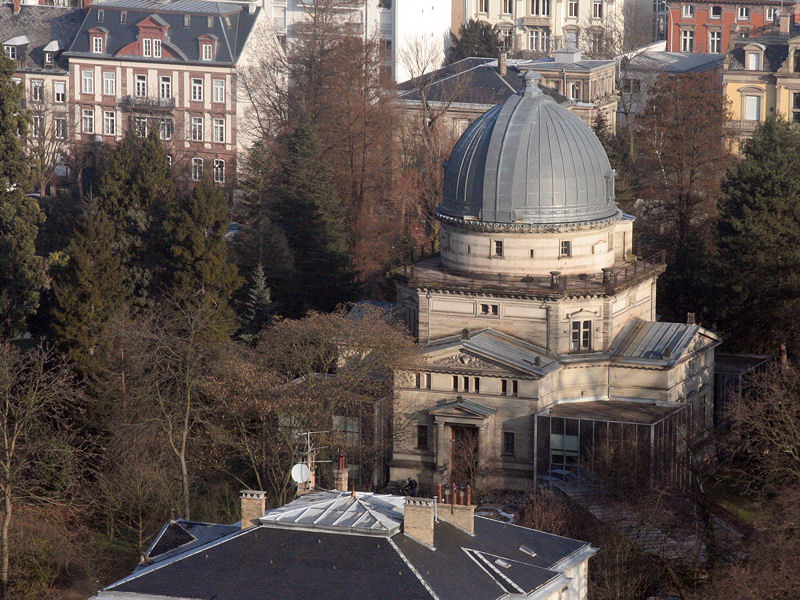
L'observatoire astronomique.
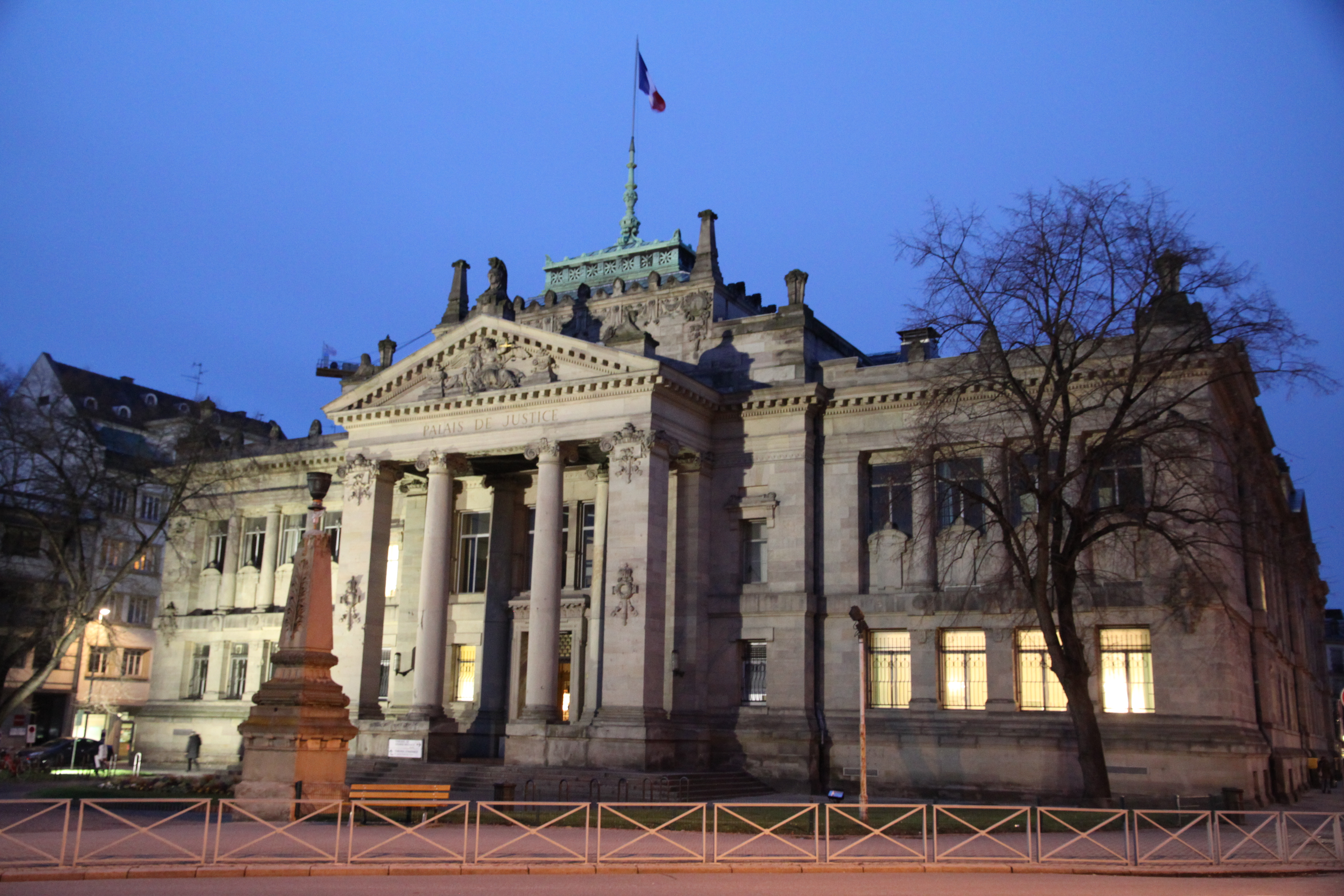
Le palais de justice.
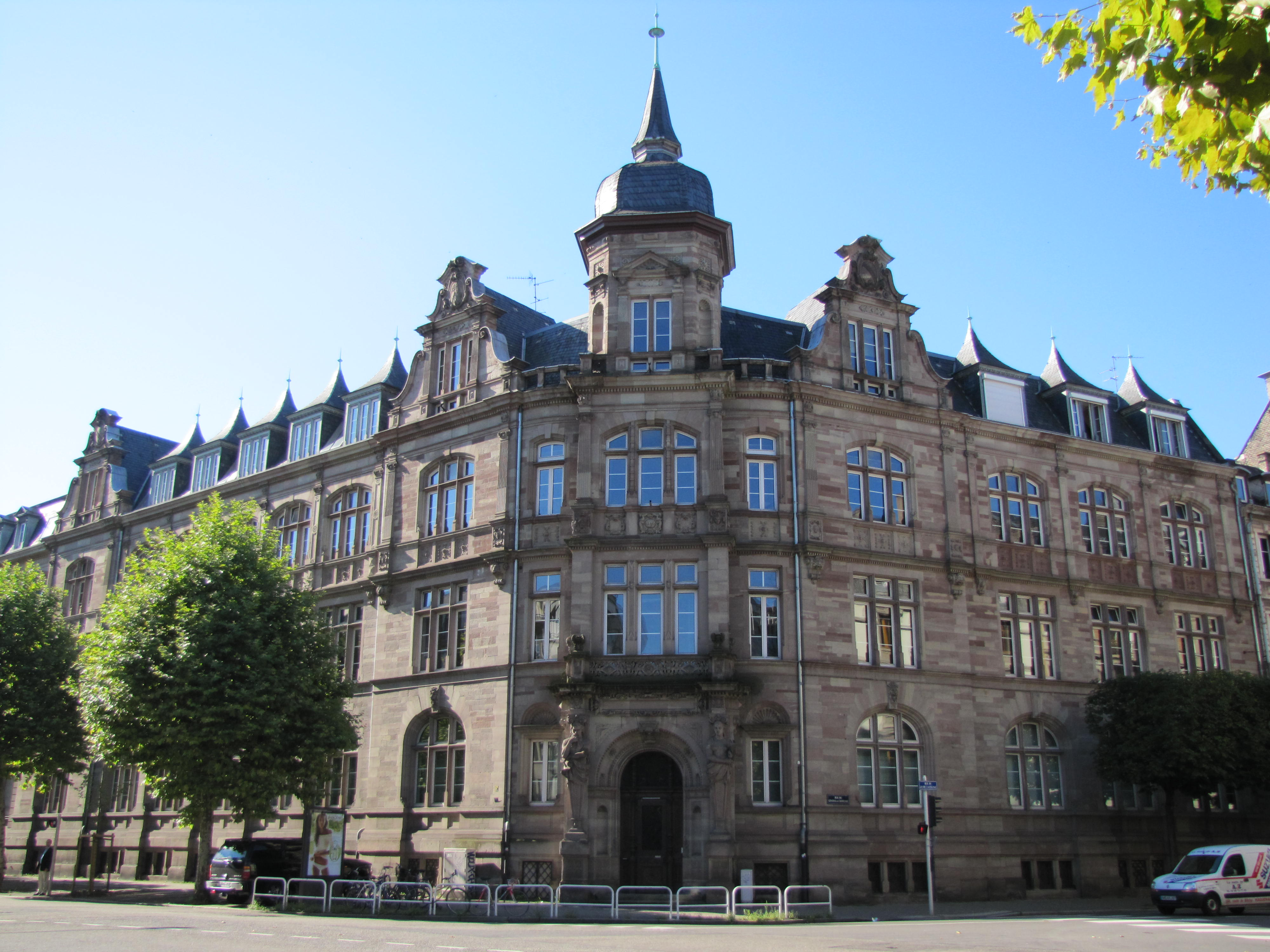
L'hôtel des impôts.
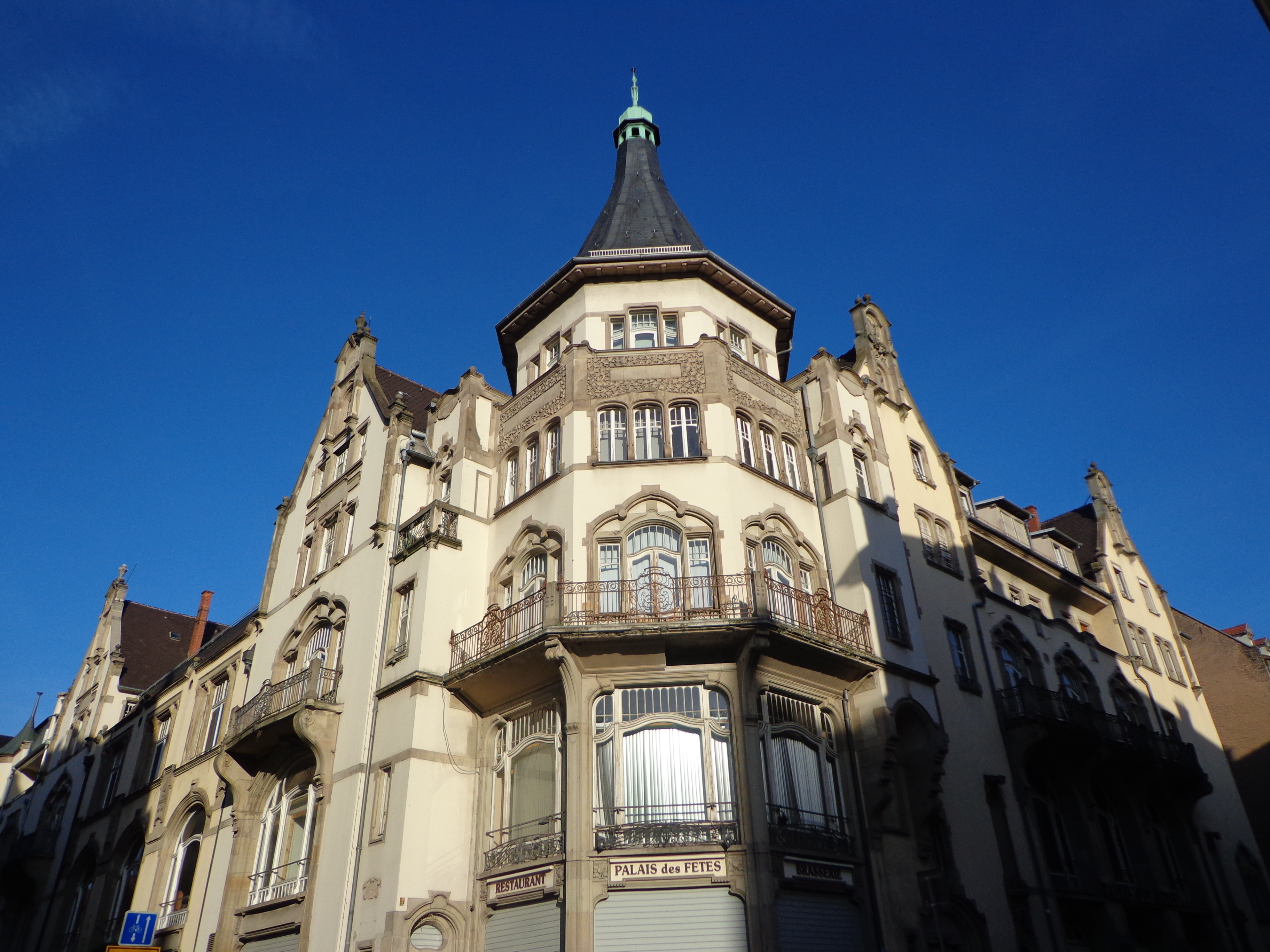
Le palais des Fêtes.
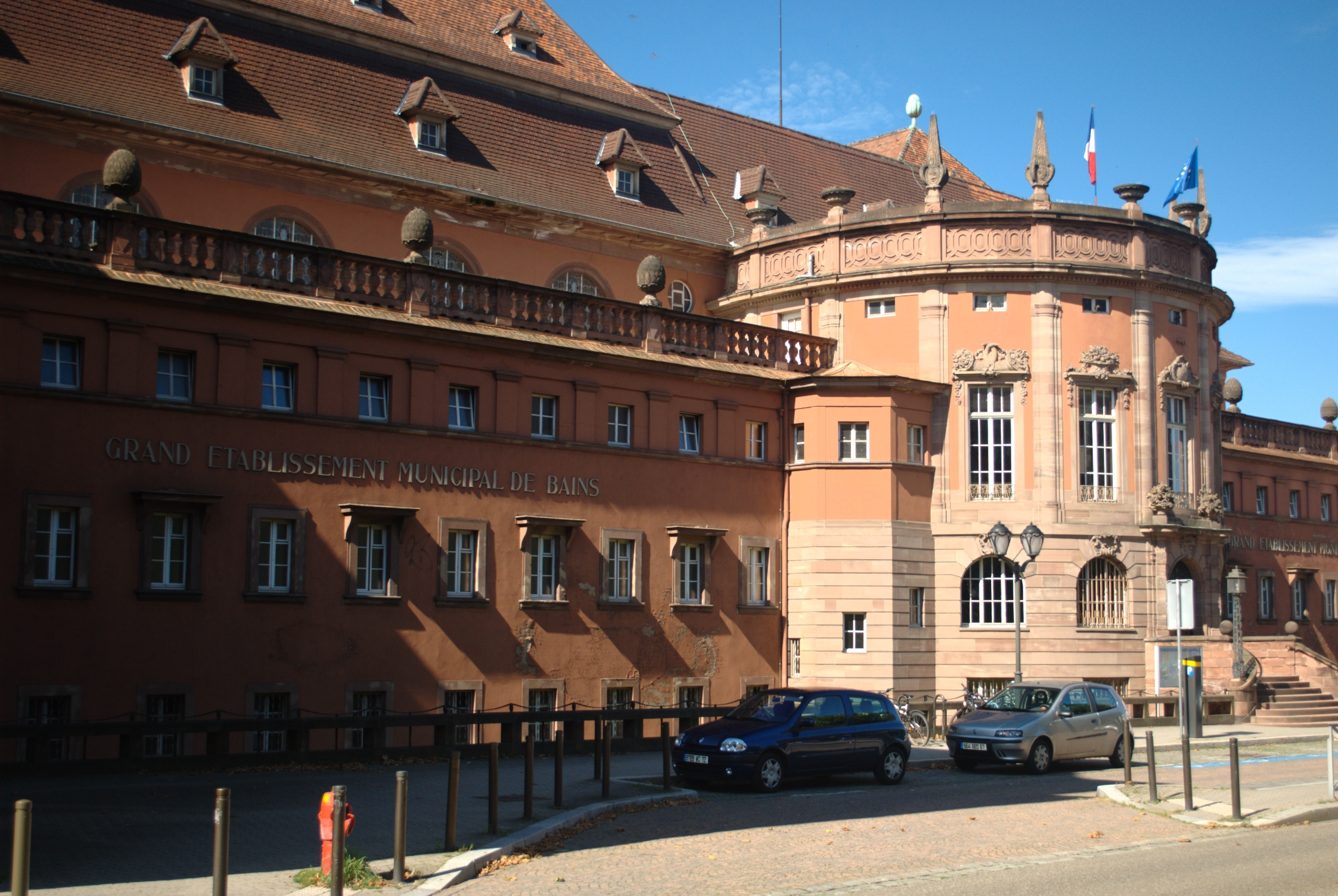
Les bains municipaux.
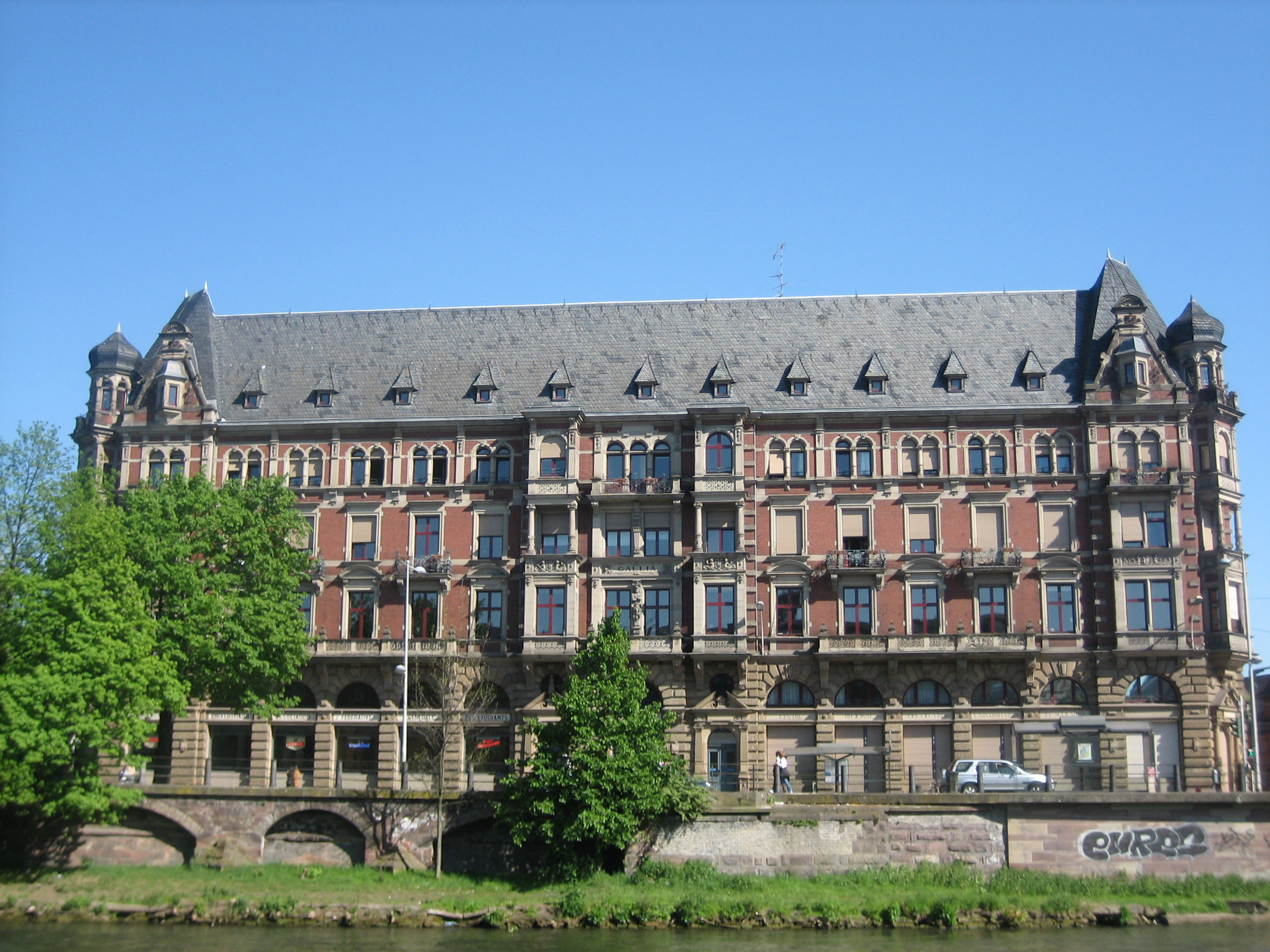
La Gallia.

### Casernes
De nombreuses casernes sont construites au sein de la Neustadt, celles-ci représentent un exemple remarquable de l'architecture militaire prussienne avec de grands bâtiments en briques rouges et jaunes (on retrouve ce type de casernes dans les autres villes de garnison du Reichsland comme à Colmar, Haguenau, Metz, Sarrebourg ou encore Dieuze). En 1895, la garnison strasbourgeoise compte 15 493 militaires.
- Quartier Stirn, 37 boulevard Clemenceau, ancienne « Manteuffel Kaserne ». Construite entre 1884 et 1887, c'était la plus grande (4 hectares) et la plus moderne de la ville. Pouvant accueillir jusqu'à trois bataillons d'infanterie, elle était notamment la première caserne à respecter les normes hygiénistes[11] ;
- Caserne Turenne, 42-44 rue Lauth, ancienne « Illthor Kaserne ». Construite à partir de 1888, elle était destinée à l'infanterie et abritait également la blanchisserie et la boulangerie de la garnison ;
- Quartier Lecourbe, 1 rue d'Ostende et rue du Général Picquart, ancienne « Train Kasernement » construite en 1892 ;
- Quartier Sénarmont, rue du Nideck, ancienne « Fuss-Artillerie Kaserne ». Construite en 1899, elle prend le nom de « Werder Kaserne » en 1902 ;
- Ancienne Manutention, « Proviantamt », avenue de la Forêt-Noire. Construits entre 1888 et 1892, les bâtiments rénovés en 1999 accueillent aujourd'hui le Pôle européen de gestion et d'économie ;
- Caserne Ganeval, rue de Molsheim, ancienne « St Margarethen Kaserne ». Le couvent Sainte-Marguerite, fondé en 1270, devient un hôpital militaire en 1800 puis une caserne d'infanterie à partir de 1832. Située en bordure de la Neustadt, la caserne est agrandie et modernisée en 1875[12]. Il ne subsiste aujourd'hui qu'un seul bâtiment de la caserne d'origine. Celui-ci est partagé entre la Gendarmerie nationale et les Compagnons du Devoir. Les autres bâtiments ont été démolis pour permettre la construction de logements, bureaux et ateliers pour la Gendarmerie en 1975[13].

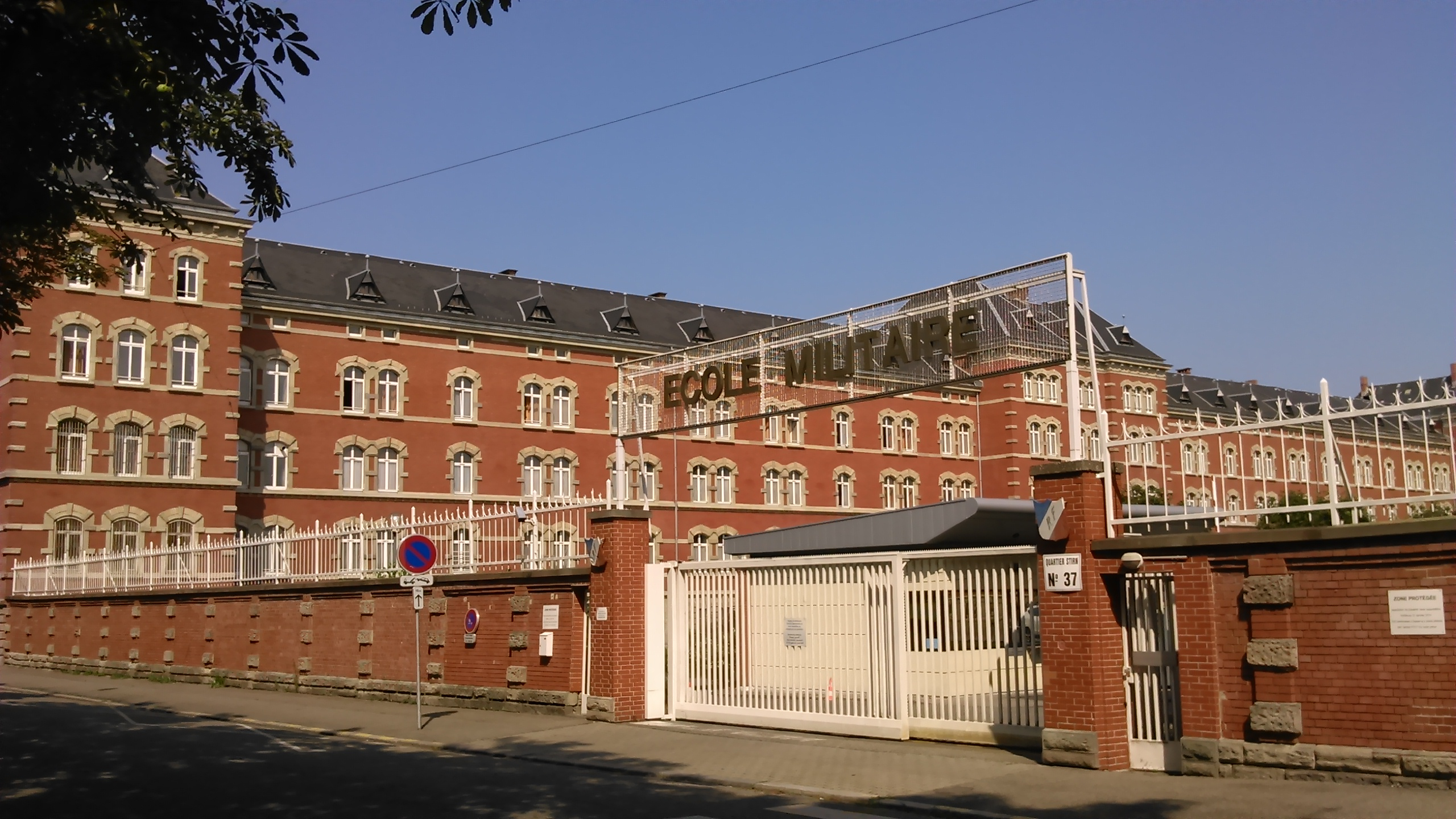
Quartier Stirn, entrée principale.
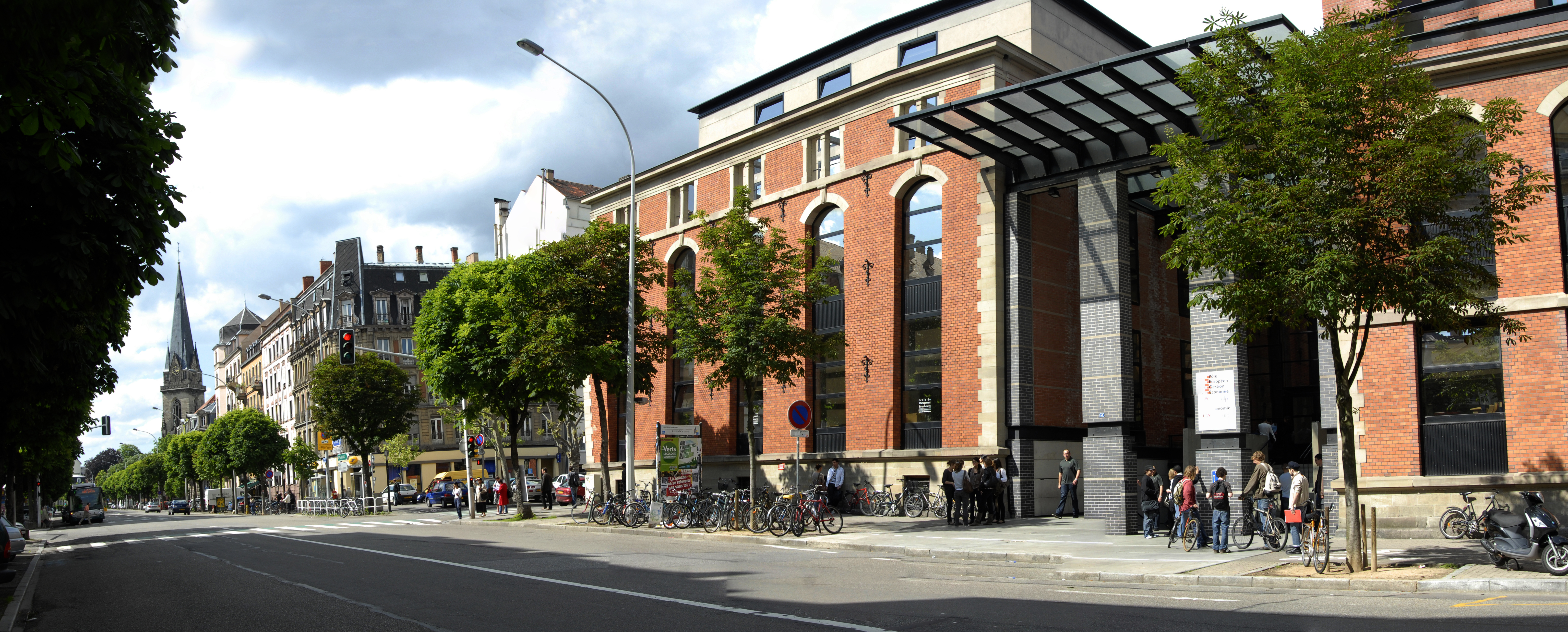
Ancienne Manutention.
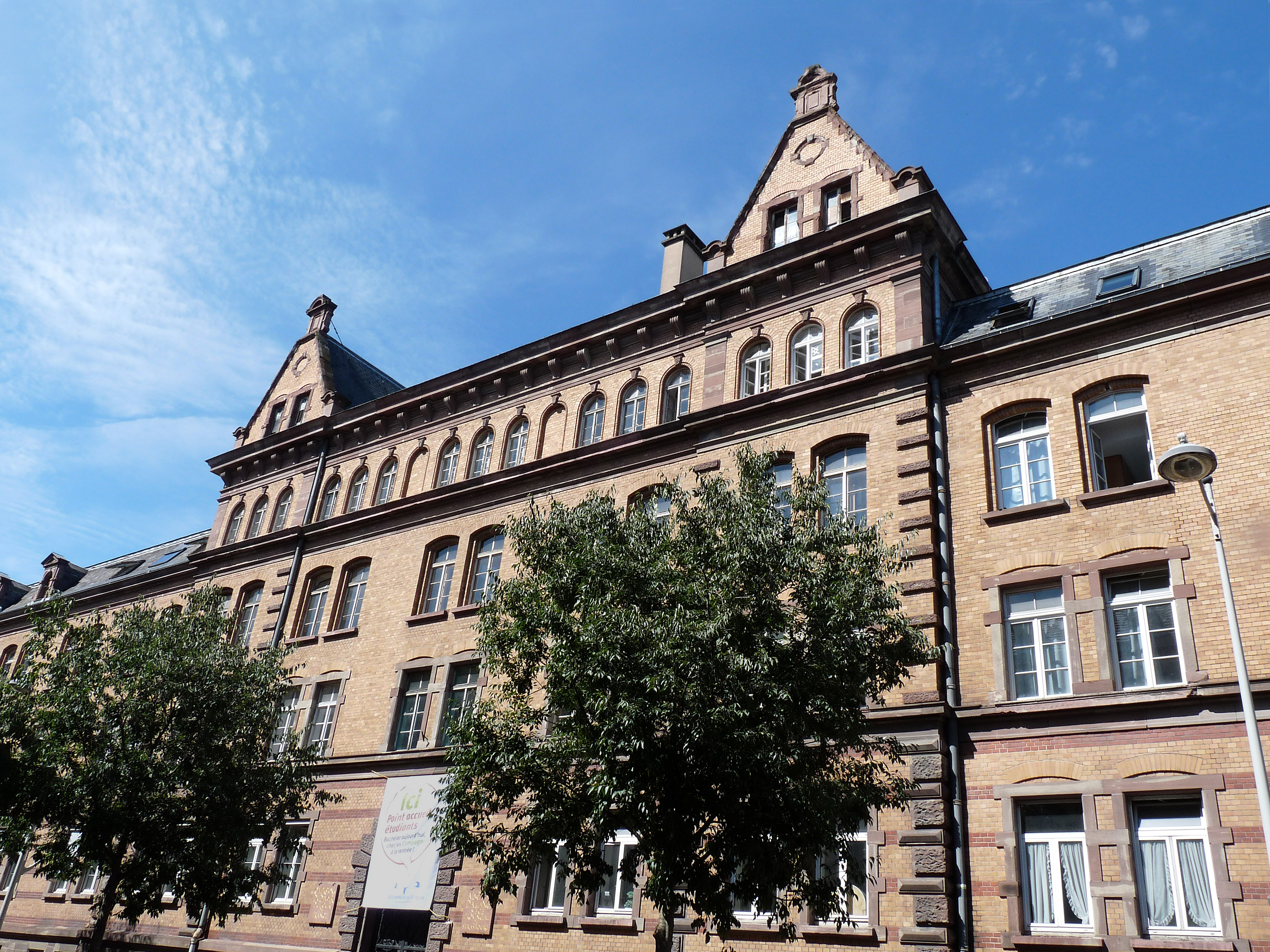
Bâtiment de l'ancienne caserne Ganeval, occupé par les Compagnons du Devoir.

D'autres casernes ont également été bâties en dehors de la Neustadt, principalement dans le quartier du Neuhof. Il s'agit des quartiers Lizé et Lyautey, ancienne « Neue Feldartilleriekaserne », et du quartier Aubert de Vincelles, ancienne « Flieger Bataillon Nr.4 Kaserne ».

### Remarque
À noter que d'autres bâtiments, au style souvent caractéristique, ont été réalisés pendant la même période comme la capitainerie du Port-du-Rhin, la nouvelle gare aux marchandises ou le collège de la Robertsau, mais ces derniers se trouvent en périphérie de la Neustadt (ou même complètement en dehors de celle-ci) et ne faisaient pas partie du plan d'extension.
Le plus ancien bâtiment situé dans l'enceinte de la Neustadt est le « Wasserzoll », ancien péage fluvial datant du XVIIe siècle, sis 14 boulevard Paul Déroulède.
La Neustadt compte également quelques immeubles art déco construits dans les années 1930 (secteur Contades, angle avenue des Vosges et rue Oberlin).
Le bâtiment néo-classique de l'institution Sainte-Clotilde, rue de Verdun, est construit en 1934.
La Grande synagogue de la Paix a été érigée en bordure de l'avenue de la Paix et du parc du Contades entre 1954 et 1958.

### Ouvrages
- Collectif, Histoire de Strasbourg, Strasbourg, Privat/DNA, 1987, 528 p. (ISBN 2-7089-4726-5)
- Collectif, Strasbourg : Urbanisme et architecture des origines à nos jours, Strasbourg, Oberlin/Gérard Klopp/Difal, 1996, 297 p. (ISBN 2-85369-164-0)
- Suzanne Braun et Jacques Hampé, Églises de Strasbourg, Strasbourg, Oberlin, 2002, 220 p. (ISBN 2-85369-237-X)
- Philippe Burtscher et François Hoff, Les fortifications allemandes d'Alsace-Lorraine : 1870-1918, Paris, Histoire et Collections, 2009, 66 p. (ISBN 978-2-35250-142-8)
- René Descombes, L'eau dans la ville : Des métiers et des hommes, Strasbourg, Les Éditions Ronald Hirlé, 1995, 351 p. (ISBN 2-910048-12-8)
- Rodolphe Reuss, Histoire d'Alsace, Paris, Ancienne librairie Furne, Boivin & Compagnie, éditeurs, 1918, 452 p.
- Régis J. Spiegel, Strasbourg romantique : au siècle des peintres et des voyageurs, Strasbourg, La Nuée Bleue, 2010, 216 p. (ISBN 978-2-7165-0752-3)
- Dominique Toursel-Harster, Jean-Pierre Beck et Guy Bronner, Dictionnaire des monuments historiques d'Alsace, La Nuée Bleue, 1995, 676 p. (ISBN 2-7165-0250-1)
- Collectif, Histoire de Strasbourg, Strasbourg, Privat/DNA, 1987, 528 p. (ISBN 2-7089-4726-5)
- Emmy Martzloff, Myriam Niss et Vincent Kauffmann, Strasbourg d'antan à travers la carte postale ancienne, Strasbourg, HC éditions, 2005, 111 p. (ISBN 978-2-911207-33-4)
- À la découverte des quartiers de Strasbourg : le cœur de la Neustadt, ville de Strasbourg, mars 2012.

### Saisons d'Alsace
Deuxième série, 1962-1988
- Jean Doise, « Histoire militaire de l'Alsace : La défense du pays », Saisons d'Alsace, Strasbourg, ISTRA « Première partie: De la guerre de Trente Ans à Napoléon », no 84,‎ 1984 (ISSN 0048-9018)
- Jean Doise, « Histoire militaire de l'Alsace : La défense du pays », Saisons d'Alsace, Strasbourg, ISTRA « Deuxième partie: De la Restauration à la Ligne Maginot », no 87,‎ 1985 (ISSN 0048-9018)
- Collectif, « Strasbourg née entre eaux et forêts », Saisons d'Alsace, Strasbourg, ISTRA, no 101,‎ 1988 (ISSN 0048-9018)

Troisième série, depuis 1998
- Collectif, « 1870-1910: Alsace, le grand tournant. Guerre-Politique-Économie-Immigration-Université-Culture », Saisons d'Alsace, Strasbourg, DNA, no 45,‎ 2010 (ISSN 0048-9018)
- Collectif, « Dans les bras du Rhin », Saisons d'Alsace, Strasbourg, DNA, no 57,‎ 2013 (ISSN 0048-9018)

### Articles en ligne
- Marie-Dominique Waton, « Les enceintes de Strasbourg à travers les siècles », In Situ, vol. 16,‎ 2011 (lire en ligne)
- Thierry Hatt, « Les enceintes militaires de Strasbourg sur le plan relief de 1725 : Intégration dans un système d'information géographique », Lycée Fustel de Coulanges,‎ 2003 (lire en ligne)
- Ville de Strasbourg, « La Neustadt de Strasbourg : Un patrimoine en projet », Strasbourg.eu,‎ 2012